# Кремінна
Кремінна́ (у минулому — Новоглу́хів) — місто на сході України, адміністративний центр Кремінської міської громади Сіверськодонецького району Луганської області. Розташоване в долині річок Красна та Крем'янка, недалеко від головної водної артерії Сходу України — Сіверського Донця.
Місто відоме своїми природними рекреаційними ресурсами та має репутацію «Легень Донбасу». На його території розташовані обширні хвойні та листяні ліси, налічується багато озер, джерел та місць відпочинку. Кремінна є найпівнічнішим містом Донбасу, і в минулому була відома своєю діяльністю у галузі видобутку вугілля, деревообробки, виробництва меблів та машинобудування. Крім цього, місто славиться успішним сільськогосподарським виробництвом, зокрема вирощуванням пшениці, соняшнику і баштанів (кавун, диня, гарбуз), а також розвиненим лісовим господарством.

## Історія

### Людина на землях Кремінщини в давні часи
Згідно з першими письмовими історичними документами (Геродот та інші античні історики), на всій території, що знаходиться на північ від Чорного моря (у античних авторів Понтійське море), мешкали скіфи — проте, слабозаселеність території та відсутність кордонів дозволяли здійснювати вилазки на цю територію різним кочовим народам. Зі стародавніх часів у Дикому Полі панував кочовий спосіб життя і осіле життя (цивілізація) встановлювалось з великими проблемами. Серед племен, які населяли Дике Поле — скіфи, сармати, гуни, половці, поляни (жителі Поля, полів), хазари. Все життя Дикого Поля це взаємодія і боротьба між кочовим і осілим способом життя — сармати, скіфи, гуни, хозари, болгари і греки.
Археологічні дані свідчать, що територія краю була освоєна людиною ще за часів пізнього палеоліту 40-13 тисяч років тому. Кам'яні знаряддя праці давньокам'яного віку знайдені на околицях міста Кремінної та поблизу села Булгаківки Кремінської громади.
Більш заселеною територія краю стала в епоху міді-бронзи III—І тисячоліття до н. е., коли тут з'явились численні скотарсько-землеробські племена. До сьогоднішнього часу великий інтерес для археології становлять вузли давніх поселень, розташовані поблизу старичних озер Кайдащине, Підпісочне, Кругле й Чернікове, а також курганні могильники, що налічують десятки стародавніх насипів на першій над заплавній лівобережній терасі від с. Невське до с. Новодачне.
Відповідно до археологічних досліджень, територія сучасної Кремінної та прилеглих населених пунктів була заселена людиною в давнину. Розкопки давніх курганів біля м. Кремінна (Сіточне лісництво) та у с. Невське дали поховальні пам’ятки доби ранньої і середньої бронзи (друга половина III тис. до н. е.), атрибутовані пізньоямною, катакомбною та зрубною культурами. Крім того, на околицях Кремінної (біля села Житлівка) було виявлено стоянку епохи мезоліту (13—7 тис. років тому), в урочищі Шулочка (4,5 км на північний схід від Кремінної) — поселення епохи неоліту (V—IV тисячоліття до н.е. ), в урочищах Івашина Криниця (1 км на схід від Житлівки), Гирьовий Караван (1,5 км на північний схід від Кремінної, Сарматський курган на окріїні лісу за «Кремінмашем»‎), Західне (7 км на північний схід від Кремінної) — поселення періоду пізньої бронзи, в центрі міста, на лівому березі річки Красна — Поховання салтівської культури (VIII—IX ст. н. А.).

### Епоха боротьби народів за життєвий простір Дикого Поля
На зміну пануванню в землях Дикого поля Великої Хазарії прийшла Київська Русь, на зміну Київській Русі — Монгольська імперія, на зміну їй — Велике князівство Литовське, потім — Річ Посполита та Московія, в часи якої кочове життя на цих теренах в стародавньому варіанті припинило своє існування.
Степи Дикого Поля були придатними для розвитку землеробства, скотарства та промислів, що спричиняло колонізацію їх ще в добу Київської держави. Перешкоджали цьому набіги степових кочівників, що хвилями прокочувались по цих землях від найдавніших часів (кімерійці, скіфи, сармати, гуни, авари, хозари, печеніги, половці, монголо-татари та ін.).
Особливо сприятливими для заселення українцями Дике Поле стало 14-15 ст., коли ці землі увійшли до складу Великого князівства Литовського. Під впливом зростаючої небезпеки від нападів кримських татар тут у 15 ст. сформувалося українське козацтво. Частина Дикого поля з певного часу перебувала під контролем донських, хоперських, запорозьких козаків, болохівців та інших козацьких формувань. У XVI-XVII століттях московський уряд, просуваючись на територію Дикого поля для ведення ефективної боротьби проти кримськотатарських набігів, створював системи оборонних споруд, що включали фортеці, засіки, земляні вали та рови, організував станичну і сторожову службу. На оборонних лініях селилися люди служили.
У 1900 р. біля села Новокраснянка, в колишньому Куп'янському повіті Харківської губернії (територія нинішньої Кремінської ОТГ, Луганської області), було знайдено меча, датованого кінцем Х ст. Як розповідає у своїй книзі письменник Борис Яроцький, у середині XIX століття на піщаному березі ріки Мечетної, селянин Стариков знайшов давньоруський меч. На ньому були вигравірувані слов’янські літери, припускають, що вони вказували на власника зброї. Якби меч був із заліза або бронзи, на нього, мабуть, не звернули б уваги: вироби з таких металів знаходили тут і раніше. Але в меча була цікава рукоятка зі срібла. Хоча зброя пролежала в землі кілька століть, срібло не окислилося. За переказами меч у селянина викупив акцизний чиновник чи то з Куп’янська, чи то з Харкова. Зацікавило його не срібло — тоді срібну монету кидали жебракам як милостиню. На рукоятці був вигравіруваний хижак, що у тутешніх місцях не водився. А це — вже дивина.

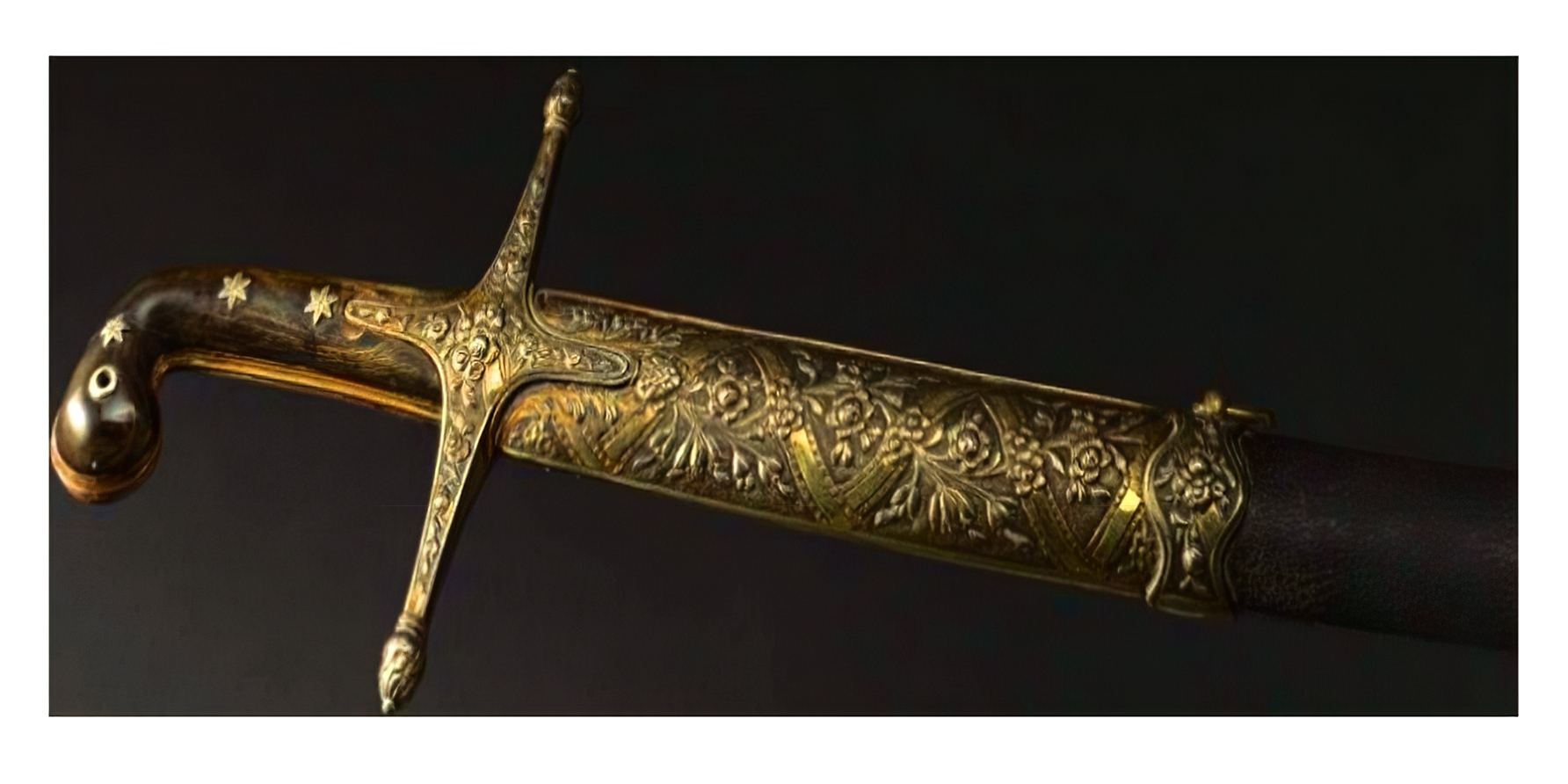
Меч для ілюстрації. Оригінальний еспонат зберігається у Харківському історичному музеї (інв. № КС 116-42)

Технологічна схема меча, знайденого у Новокраснянці, майже у всьому збігається з описом мечів русів, який наводить хорезмієць Біруні в мінералогічному трактаті 1046 року: «Руси виготовляють свої мечі із шапуркану, а доли посередині з наромхану, щоб додати їм міцності при ударі, запобігти їх крихкості» («шапуркан» — швидше за все, сирцева сталь-уклад, а «наромхан» — кричне залізо).
Стержень руків’я оздоблений  плетінням у вигляді петель, викладеним тонким срібним дротом. Краснянський меч  зберігає давні прийоми виготовлення зброї, але має власні особливості декору. Тому дослідники відносять  знахідку до мечів місцевого виготовлення. Меч приписували навіть князеві Ігорю, але насправді походить він з  другої половини X ст., часів князя Святослава та хозарських війн.  Ось свідком яких подій могла бути ця зброя. В той період такі мечі, зі срібною рукояткою, мав можливість дозволити собі лише князь або знатний воїн.

### Заснування слободи
Для українського народу, 1648—1676 роки — період Національної революції, породженої українськими реаліями раннього Нового часу складний політичний процес, що під гаслами захисту православ'я, прав і свобод Війська Запорозького й народу Руси-України поєднував у собі боротьбу за національне визволення, масовий соціальний протест і збройні форми громадянського протистояння та супроводжувався кардинальними змінами всіх сфер і рівнів життєдіяльності суспільства.
Повстання під проводом Богдана Хмельницького, під час яких Річ Посполита втратила контроль над центральною частиною українських етнічних земель, на базі яких постала українська козацька держава на чолі з гетьманом, особливо сильно спустошило українські землі постійними бойовими діями. В результаті повстання, Україна визнала протекторат московського царя, зберігаючи свою цілковиту автономію і діставала військово-політичну допомогу Московського царства проти Речі Посполитої.
Руїна, викликана бойовими діями, спонукала козацтво висаджувати слободи на московських ґрунтах в Слобідчині — і от від того часу стали осажуватися Суми, Лебедин, Харків, Охтирка і усі слободи козацьким народом. Друге переселення було у 1659 році; але найзначніше в тяжкі часи руїни — в гетьманство Брюховецького, Многогрішного й Самойловича — в 1663–1687 р.р., коли гетьманом в правобережжі був Дорошенко і усе правобережжя обернулося в пустелю.

Перші відомі письмові згадки про Кремінну відносяться до другої половини XVII ст. У цей час тут оселилися донські козаки, заслані царським урядом на береги річок Червоної та Сіверського Дінця за участь у козацькій війні проти царя під керівництвом Степана Разіна. У 70-х роках XVII ст. вони утворили поселення Сухарєв городок, що стало центром козацьких поселень. Майже одночасно з козаками в цьому районі почали селитися селяни з Правобережної України, Київщини, Полтавщини, Чернігівщини. Через Руїну, вони шукали нових можливостей для ведення спокійного життя, їх приваблювали величезні ліси і безліч земель, яких не торкався плуг хлібороба. До 1680 поряд з Сухаревим містечком виросла слобода Кремінна, що стала в 1688 центром однієї з сотень Ізюмського слобідського полку.

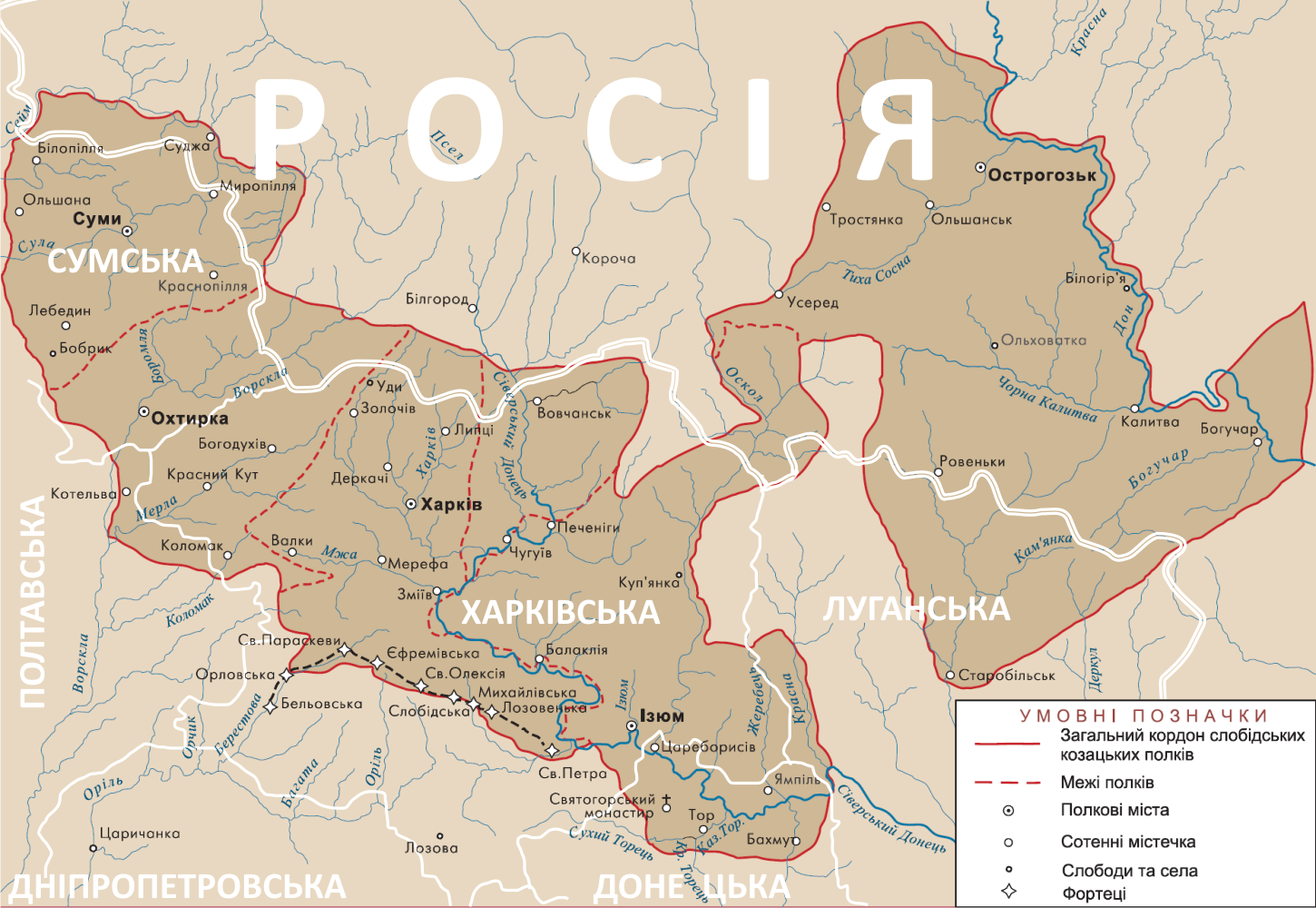
Полки Слобідської України, 1764 рік

Формально ці землі належали московському царю, але фактично вони були нічийними – Дике поле. Московія не мала ресурсів для їх освоєння, оскільки її населення не мало бажання заселяти нові землі, які піддаються постійним татарським набігам, маючи широкі можливості та умови для заселення власних земель. Ми зазвичай звикли бачити Дике поле на південному Причорномор'ї, Донщині або Кубані, але варто пам'ятати, що воно також простягалося далі на схід. Величезні землі, практично до самої Волги, з часом були заселені українцями.
Таким чином, українські переселенці заснували й заселили багато міст і містечок на Слобожанщині. Переселенці мали право зберігати свій козацький устрій, але підпорядковувалися московському уряду, повинні були охороняти московські кордони від татарських нападів, зберігаючи таку ж військову організацію, як у Гетьманщині. Тут було створено 5 полків: Острозький, Сумський, Харківський, Охтирський та Ізюмський. У 1679 році, серед густих лісів, в долині річки Красна, було засновану слободу Новоглухів, яка відносилась до Ізюмського Полку.
Роком заснування Кремінної вважають 1679 рік. На берегах річки Красної кріпаки-втікачі з Правобережної України заснували слободу, у якій у 1688 році розмістилася одна із сотень Ізюмського слобідського полку.
Жителі слободи несли сторожову службу, займалися землеробством, скотарством та бджільництвом. Плуг, дерев'яна борона, серп тощо. Гарматний камінь (ковзанка), яким вимолочували зерно, були головними знаряддями землеробів. Було розвинуто деякі ремесла — тут займалися плетінням рогожу, виготовленням саней, мила, коліс та іншого спорядження для гужового транспорту.

На початку XVIII ст. вільних земель біля річки Червоної ставало дедалі менше. У зв'язку з цим виникла суперечка між нащадками донських козаків Сухаревого містечка та родзинками із Кремінної. У 1707 році, відправляючи в цей район загін під командуванням князя Ю. Долгорукого для повернення кріпаків-втікачів, Петро наказав йому вирішити цю суперечку на користь Ізюмського полку.

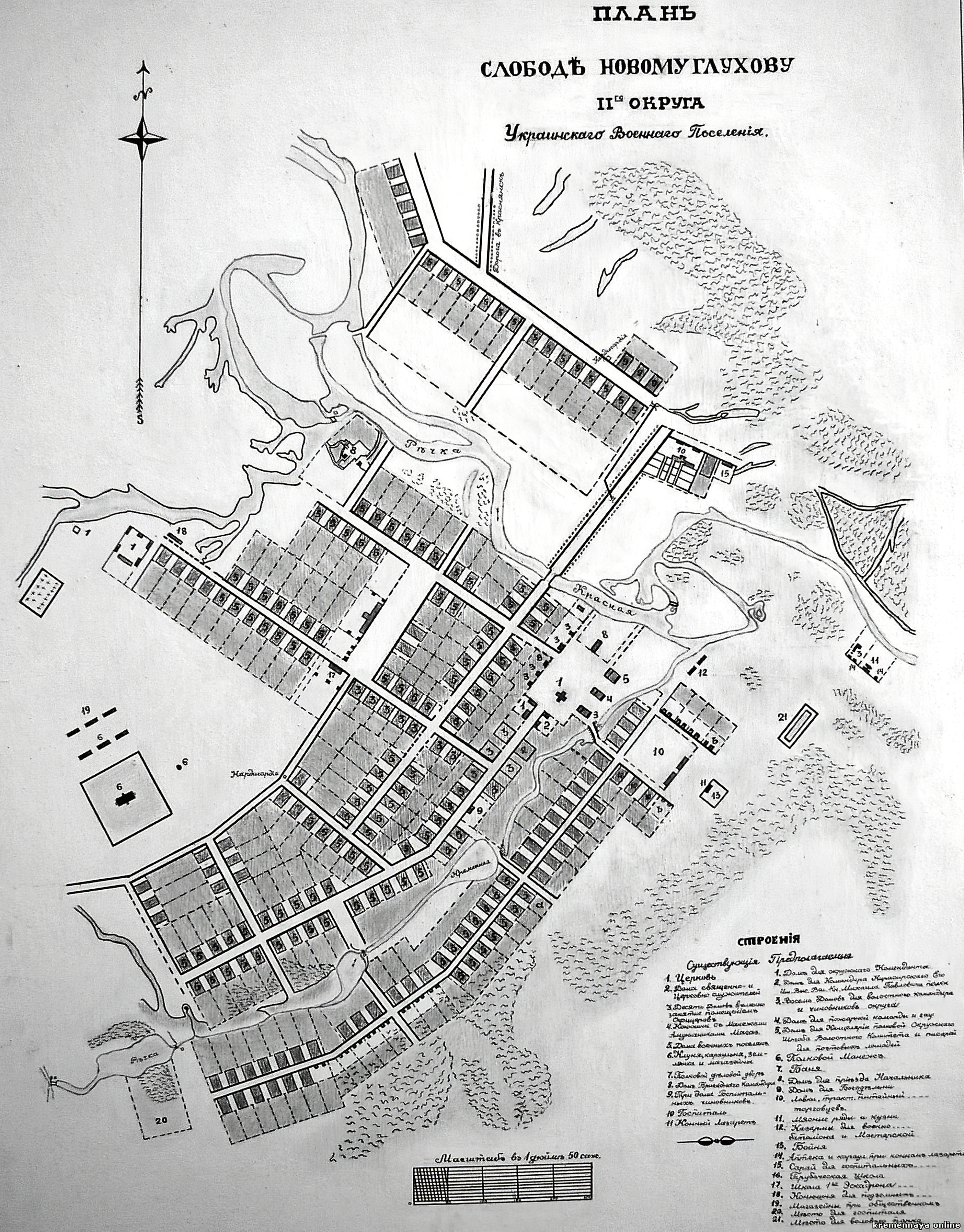
План слободи Новоглухів, початок 18 століття. Базове планування міста не змінювалось до сьогодні, що демонструє стійкість основного планування вулиць, багато з яких мають історію у понад 300 років. На карті видно, що довгий яр, який сьогодні простягається з соснового лісу (в районі аеродрому), від Піщаного Кар'єру «Гирьова» і до самої Кремінської Церкви, раніше був руслом повноводної ріки (джерела виходу Кремінських Каптажів). Сьогодні даний яр пересікають головні вулиці міста — Шевченка та Центральна.

### Епоха панування Російської імперії
Проводячи колонізаторську політику царський уряд здійснював ліквідацію автономії України. У 1765 році у зв'язку з остаточною ліквідацією царським урядом козацького самоврядування в Слобідській Україні та реорганізацією Ізюмського козацького полку в регулярний Ізюмський гусарський полк, козаки були позбавлені привілеїв та переведені до розряду військових обивателів. За соціальним станом вони стояли близько до державних селян. Слобода Кремінна швидко росла. Її населення збільшувалося за рахунок колишніх козаків Сумського та Харківського слобідських полків, а також жителів Сухаревого містечка, яке поступово втрачало своє значення (1836 року до Кремінної переселилися останні 20 дворів).
У першій чверті XIX століття селище отримало статус військового і до початку XX століття називалося Новоглуховом на честь Глухівського полку, що тут розташувався. Військові рекрути перебували на правах кріпаків і служили 25 років. Глухівський полк з полковим містом Глухів (сучасна Сумська область) був створений з шести сотень ніжинського козацького полку і складався з козаків. Тому скоріш за все селище Новоглухів отримало назву від переселенців з міста Глухова. У 1825 році в Кремінній налічувалося 349 дворів та 2380 жителів, було чотири винокурні, пивоварня та млин. За даними 1830, тут вважалося 345 господарів, 108 помічників, 121 військовий поселенець різного звання.
Рекрутів у Глухівський, та й взагалі в козацькі полки не набирали, з 1834 року термін служби рекрутів був зменшений до 20 років, поступово скорочений до 15, потім 10 років, у 1874 році служили 7 років. Рекрутський набір був найбільш масовим способом виходу з кріпосної залежності після закінчення служби. Життя військових поселенців було важким. Жорстоке поводження, тілесні покарання з найменшого приводу були звичайним явищем. Побут наполовину відірваних від землі селян суворо регламентувався. Несвоєчасне проведення сільськогосподарських робіт призводило до низьких урожаїв, загибелі посівів. Сім'ї поселенців часто голодували.
З ліквідацією військових поселень у 1857 році військові поселенці були переведені до розряду державних селян. Слобода Кремінна значно розрослася. За даними на 1864 рік у казенній слободі Новоглухів Куп'янського повіту Харківської губернії мешкало 4073 особи (1932 чоловічої статі та 2141 — жіночої), налічувалось 362 дворових господарства, існувала православна церква та училище.
У 1866 році відповідно до царського указу про поземельний устрій державних селян за жителями Кремінної зберігалися всі землі, що були до цього в їхньому розпорядженні. За наділи, що були у користуванні селян, вони повинні були вносити щорічний платіж — державну оброчну подати, збільшену порівняно з внесеною до 24 листопада 1866 року на 15 відс. За даними 1907, на 1706 ревізських душ Кремінної припадало 10 420 десятин, що в середньому становило 6,1 десятини на ревізську душу 9. Майже третина господарств не мала можливості обробити землю - не вистачало робочої худоби, інвентарю. Населення слободи продовжувало зростати, господарства дробилися, а кількість землі залишалася незмінною, що вело до поглиблення диференціації селянства, зростання бідняцьких господарств. Багато бідняків і середняків змушені були на кабальних умовах орендувати землю у поміщика, йти на заробітки. У 1882 році Новоглухів отримав статус повітового міста (Старобільський повіт Катеринославської губернії).

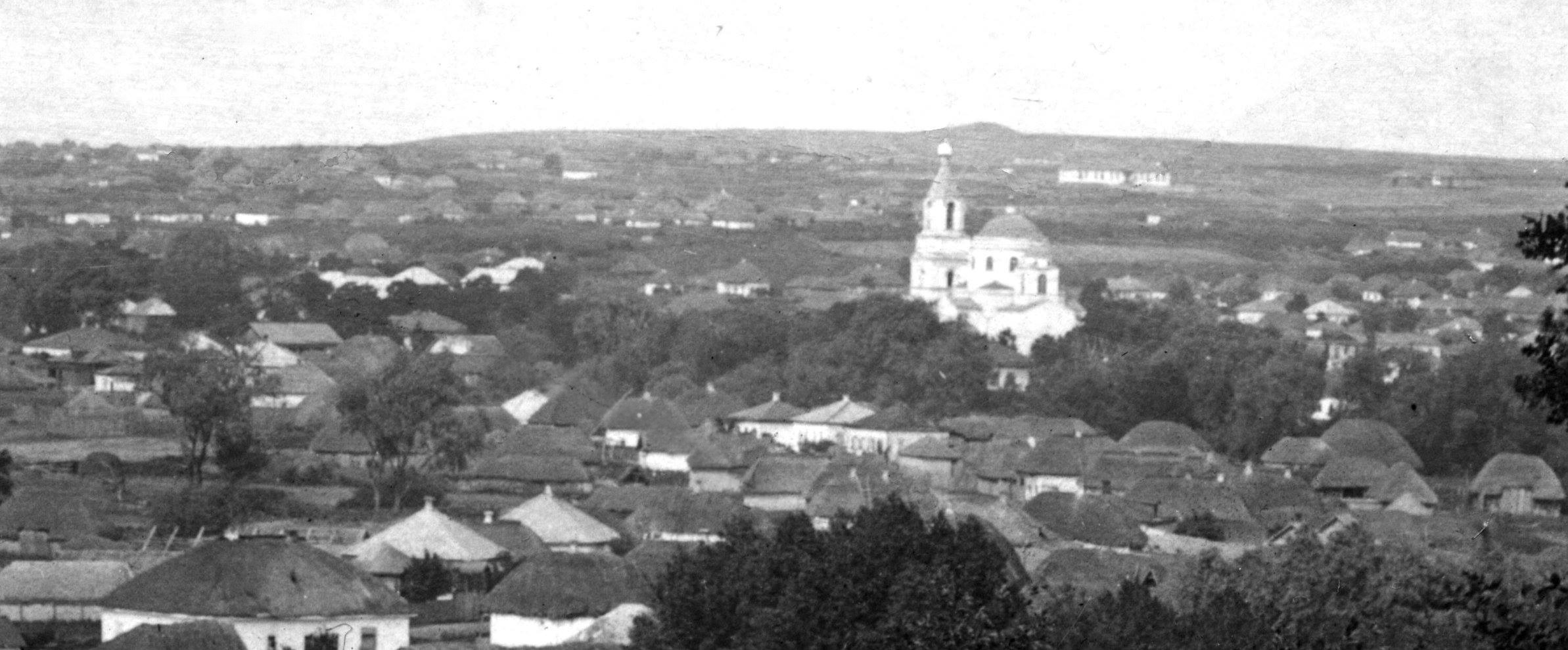
Вид на Кремінну з гори біля Залізничного вокзалу, кінець 19-го — початок 20-го століття. В центрі фотографії видно Кремінський Свято-Троїцький Храм (розміщувався на місці сучасної центральної площі Кремінної, зруйнований комуністами в 1930-х роках), на задньому фоні вище Храму видніється Кремінське початкове двокласове училище (стара будівля ЗОШ №4, зруйнована в результаті вторгнення російських військ в Україну). На горизонті, над школою, можна побачити Сарматський курган, який зараз покритий лісом в результаті висадки сосни в Сіточному Лісництві.

#### Економічний розвиток та індустріальна революція
У 40-х роках XVIII ст. Район слободи Новоглухів починає приваблювати промисловців.
У 1742 році спеціальна експедиція, очолювана білгородським купцем І. Гінкіним, виявила на берегах Сіверського Дінця, неподалік Кремінної, поклади свинцевих і залізних руд. Через рік у цьому районі знайшла залізну руду експедиція білгородського купця Морозова. Але якість руд виявилась низькою, а запаси недостатніми для організації великого виробництва. І хоча купцям було надано право на пошук руд та будівництво залізоробного заводу, справа незабаром припинилася.
У 1825 році практикант Петербурзького гірського корпусу Першин знайшов на території Кремінної кілька шматків кам'яного вугілля, який за якістю не поступався кеннельському (найкращому в Англії). В 1826 Олександр Анісімов, практикант того ж корпусу, досліджуючи вугільні пласти на березі річки Червоної, встановив, що вони є продовженням верхнянських і привольнянських пластів Донбасу Однак поклади ці довго не розроблялися. Кріпосний лад гальмував розвиток промисловості. До того ж не було ні залізниці, жодного шляху до Кремінної. Тому зразки кременського вугілля залишалися до кінця XIX ст. експонатами гірського корпусу.
Лише на початку 1890-х років починається видобуток кам'яного вугілля в Кремінній. Це робили як окремі селяни, так і цілі селянські артілі в місцях, де вугільні шари виходили на поверхню. У 1893 році закладена перша шахта в Кремінній. Вона належала відомому промисловцю Алчевському. Будівництво завершили у 1895 році. Цього року ввели в експлуатацію залізницю Лисичанськ — Куп'янськ. Видобуток кам'яного вугілля одержав поштовх до розвитку.
Наявність багатих лісових ресурсів спонукала розвиток лісозаготівельного та деревообробного промислу. Підприємливі лісозаготівельники брали підряди на вирубку державного лісу і сплавляли його в період повені по річках Красна та Сіверський Дінець в Область Війська Донського. У 1873 році в районі Кремінної було проведено перше обстеження та облік лісу. До створеного тоді Новоглухівського лісництва увійшло кілька казенних лісових дач. Продовжували розвиватися промисли. За даними 1905 року, у слободі було 8 сімей бондарів, 7 — кравців, 9 — теслярів, 8 — шевців, 4 — ковалів, 7 сімей майстрів, що виготовляли вози, та ін. Працювали 4 олійниці, іконописна майстерня.
На початку 90-х років XIX ст. у Кремінській волості почався видобуток кам'яного вугілля. Цим займалися як окремі селяни, і цілі селянські громади, землях яких вугільні пласти виходили поверхню. У 1894 році в слободі було 4 селянські копальні, де добувалося 80 тис. пудів вугілля на рік. Першу велику шахту заклали 1893 року. Вона належала Олексію Алчевському, відомому на Донбасі промисловцю, який орендував землю у Кремінської сільської громади. Всі роботи виконувались вручну, порода піднімалася на поверхню барабаном на кінному приводі. Будівництво шахти закінчилося 1895 року. Того ж року, 17 грудня, було введено в експлуатацію залізничну лінію Харків — Лисичанськ, що пройшла через Кремінну.
Вугільна шахта Алчевського у 1899 році стала власністю Олексіївського гірничопромислового товариства, правління якого перебувало у Харкові. Як і на інших шахтах, гірники працювали по 10—12 годин за відсутності елементарної механізації праці, техніки безпеки. Тому частішими були травматизм і навіть загибель шахтарів. На вибірці породи та навантаженні вугілля працювали жінки, праця яких оплачувалася значно нижче за чоловіче, підлітки — коногонами, гальмівними, лампоносами. Багато шахтарів остаточно не поривали із землею, бо не могли прогодувати сім'ю на свій заробіток.

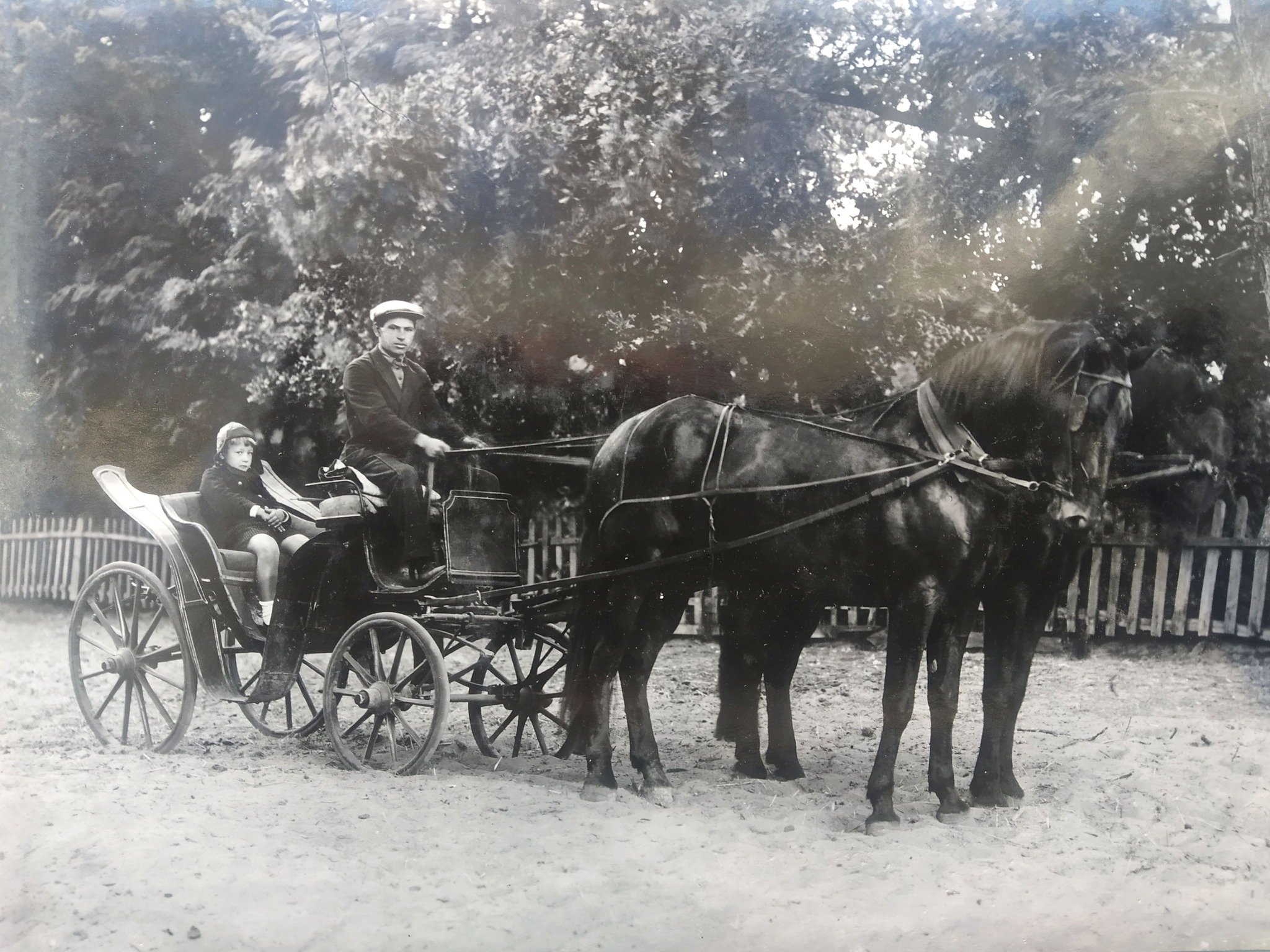
Кремінянин на кареті. Фотографія зроблена наприкінці 19-го - початку 20-го ст.

Відомості про економічну активність населення наприкінці XIX - початку XX ст.:
- У Кремінській волості вітряками володіли Білоконь Платон Наумович, Ведерніков Тимофій Павлович, Пузик Сергій Якович, Чернявський Стефан, Блудов Андрій, Виноградов Костянтин, Сасов Федір
- Власником водяного млина був Погорілий Петро Михайлович.
- Паровим млином володів Шабля Арсен Леонтійович - особистий почесний громадянин слободи Кремінної.
- Олійний завод був у Шульца Меркурія Яковича, заводи цементної черепиці – у Сериці С.Є. та Донцова А.Д., маслозавод – у Шульца М.М., миловарний завод – у Димнікова Василя Івановича.
- Торгові лавки у Кремінній містили Асєєв Євстафій Степанович, Євдошенко Авраам, Сасов Сергій Федотович, Ліфарєв Василь Якович, Єрьоменко Ніканор Гаврилович, Очиченко Яків Никифорович, Якуба Михайло Власович, Білоусов Макар Павлович, Крижанівський Йосип, симович, Титов Семен Опанасович, Хвастова Марія Іванівна, Тертишник Прокофій Іванович, Гребінник Іван Миколайович, Сериця Семен Юхимович, Куропка Яків Васильович, Кошова Іона Арсентівна, Ващенко Григорій Фоміч, Ведерніков Федір Васильович, Колесник Олексій Іванович.
- Пивні лавки були у Нескородєва Петра Тимофійовича, Хмельницького Миколи Гриоровича, Сериці Семена Юхимовича, Хвастова Павла Герасимовича, Селезньової М.М., Ганжі Ф.Є., квасна лавка – у Євдокії Друцької, пекарня
- Власники торгових будинків – Фомін В.М., Фомін Я.М., Мацегора С.П., Стрікоценко Іван, Лукін Я.Г., Біленькова М.П., Нескородєв Я.М., Чеканов А.І.
- Складом швейних машин володів Кияшко Никифор Прокопович, яєчним складом – Житлов Яків Степанович, Сасов С.Ф., Глазунов Р.В., Висоцький Н.К.
- Господарями лісових складів були Шелкоплясов Олексій, Житлов Я.С. (2-х складів), притч Кремінської Преображенської церкви, Фоменко Т.Є., Чорнобай С.І., Дудник І.К., Седаш І.Л., Сериця С.Є., Пасешніков Н.О., Семиволос Т.Д., Лукін І.А., Савлук І.А., Шульц М.С. (2-х складів).
- Кузнями володіли Коровний П.К., Корівний А.А., Назаренко Є.К., Донцов Олексій, Безкоровайний Конон, Лукін Григорій, Ведерніков Михайло.
- Цегельним заводом володів Чернявський Стефан Васильович, складом землеробських машин – Житлов Я.С., бондарнів – Білоконь Микола Юхимович, аптекою – Мелентієв Петро.
- Парові млини перебували у володінні Слепченка Семена Костянтиновича, Розальйон-Сошальського Семена Петровича, Центнера Франца Францовича.
- Пивні лавки належали Кривоносу Пилипу Михайловичу, Бондарєву Юхиму Васильовичу, торгові лавки - Трихлібу Семену Захаровичу, Гриценку Арсенію Прокоповичу, Любарю Семену Семеновичу, Бєлянському Дмитру Михайловичу, Погорілому Григорію, Колесникову. фарю А.Я. , Іщенко Г.Я., чайна – Колодочці Євдокиму, винний льох – Компанійцю Андрію, ларі – Мартиненко Тетяні, Омеляненко Харитону, торгові будинки – Колесникову Олексій та Єфременко І.П.
- Амбари для висипання хліба належали Іщенку Олександру Яковичу, Козину Миколі Євдокимовичу, Луцькому Григорію Інокентійовичу, Волкову О.І.
- Шерстобитні містили Щербак Федір Гаврилович, Недбайло Микита Омелянович, Міллер Теодор Германович, завод цементної черепиці – Коломійцев В.С., склад землеробських машин – Кійко Г.В. .І., Глущенко О.М., цегельний завод – Голік В.С.

#### Введення в експлуатацію залізничної лінії та відкриття станції «Кремінне»
У 1790 році в області Лисичої балки (сучасне місто Лисичанськ, Луганська область) було відкрито першу вугільну шахту Донбасу. Індустріалізація та стрімкий розвиток вугільної промисловості призвели до масового будівництва залізниць, по яких вугілля доставлялося до кінцевих споживачів. Значну роль у розвитку гірничо-металургійного комплексу Донбасу відіграла Донецька Кам'яновугільна залізниця.

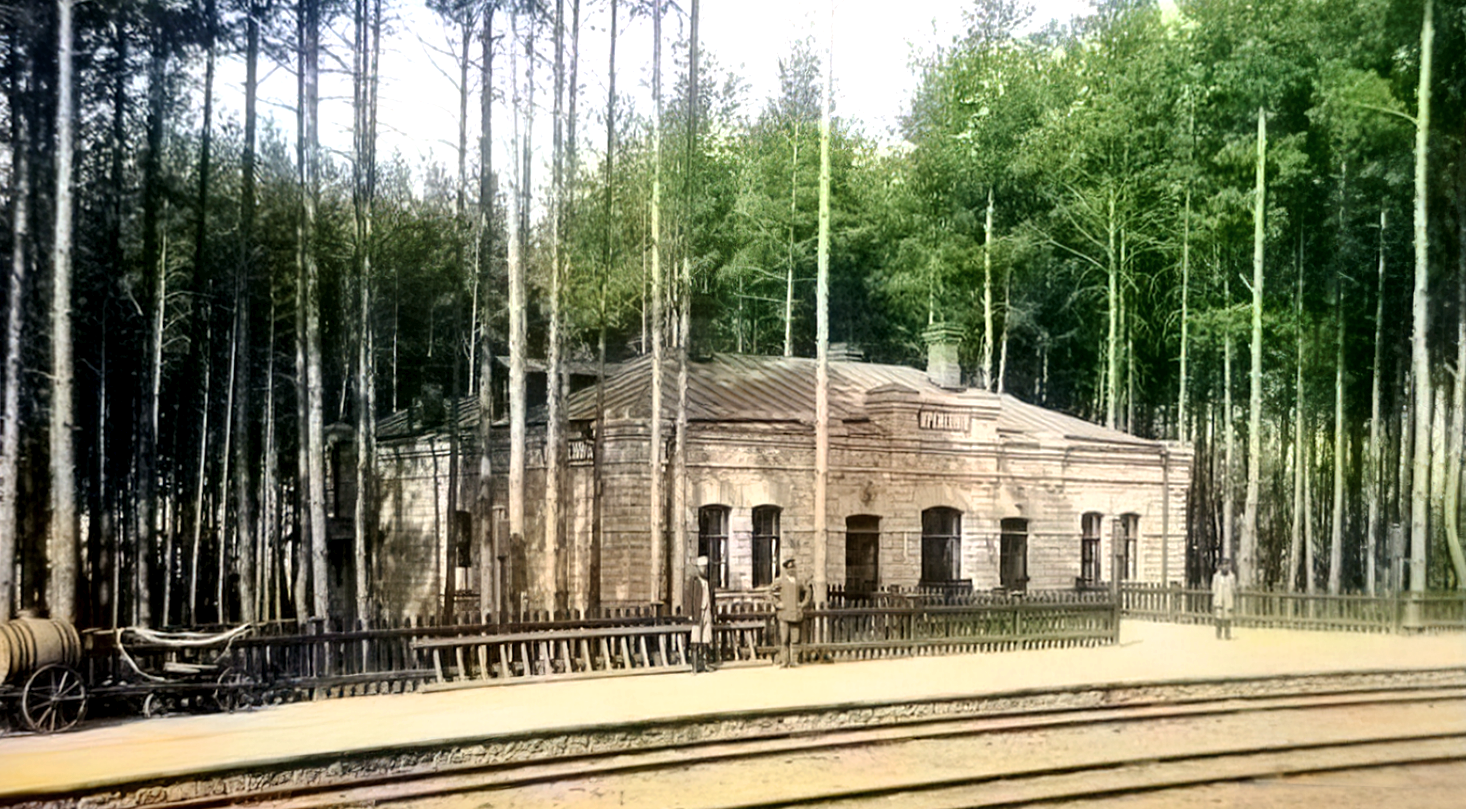
Залізнична станція Кремінне, відкрита в 1895 році в межах будівництва Донецької Кам'яновугільної залізниці.

Промисловість у регіоні Донбасу в 18 ст. розвивалася з неймовірною швидкістю, і разом з нею розвивався залізничний транспорт, як вантажний, так і пасажирський. Так, у грудні 1878 року відбулося урочисте відкриття Донецької Кам'яновугільної залізниці загальною довжиною 389 верст (414.9 км). Були відкриті ділянки Микитівка — Дебальцево — Должанська — Звірево, Дебальцево — Попасна — Краматорська, Ступки — Бахмут і Дебальцево — Луганськ Управління залізницею розташовувалось у Луганську, поруч зі станцією була побудована перша залізнична школа в Донбасі. В травні 1879 року були побудовані ділянки Попасна — Лисичанськ, Хацапетовка — Кринична — Ясиновата.
Промисловці зверталися до уряду з проханням про будівництво нової лінії Лисичанськ — Куп'янськ. Вони аргументували це тим, що нова лінія на 165 верст скоротить шлях від Лисичанська до Харкова і зробить перевезення вугілля більш доступним. Однак, спочатку дана пропозиція не знайшла підтримки, і лише через 15 років акціонерне товариство Південно-Східних залізниць домоглося дозволу на будівництво ліній Балашов — Куп'янськ — Харків-Балашовський та гілки Куп'янськ — Лисичанськ, спорудження яких завершилося в грудні 1895 року. На станції Куп'янськ-Вузловий було побудовано паровозне депо.
Станцію Кремінне відкрили 17 грудня 1895 року одночасно з ділянкою залізниці Лисичанськ — Куп'янськ, на якій вона розташована. Відкриття станції дало змогу зв'язати поселення з численними великими містами Російської імперії. На момент відкриття ділянок, вони були одноколійними, але вже в 1903 році був прокладений другий шлях (який на даний момент знову демонтований).

#### Повсякденне життя та побут населення в 18-19 століттях
Культура українців за суттю своєю завжди була осідлою, аграрною. Тому основним типом поселення були села та хутори. Звичайно, люди їдучи з різних куточків України на Слобожанщину привозили з собою і ретельно зберігали традиції народного будівництва, звичаїв, обрядів. Не обійшла дана тендеція і переселенців в слободу Новоглухів. Але зважаючи на природні умови, наявність місцевих матеріалів, тут виробились місцеві традиції та особливий діалект української мови — суржик.

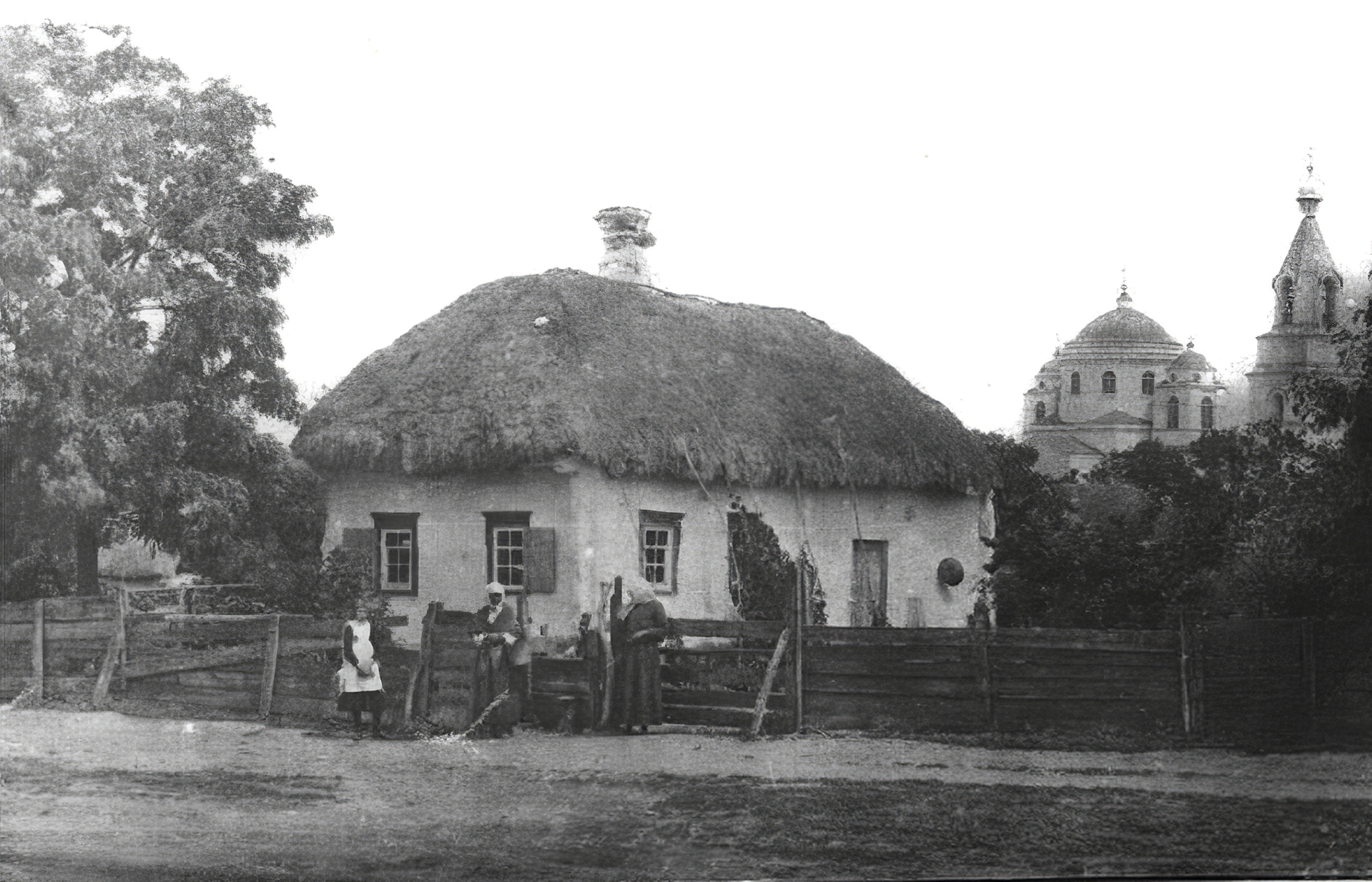
Типова кремінська хата, кінець19-го — початок 20-го століття

Слобожанщину в XVII-XVIII століттях росіяни і українці заселяли одночасно. Українці перебиралися переважно з Київської, Полтавської та Чернігівської губерній, а росіяни – з Орловської та Воронезької. При цьому, основну масу населення складали саме українці, які здебільшого працювали на землі, займались ремеслами та військовою справою, в той час як росіяни були торговцям, державними людьми Так, росіяни і українці жили поряд, але тримались розрізнено. Населення Кремінної, як і інших міст Слобожанщини, намагалось максимально зберегти свою культуру і автентичність, проте близьке сусідство й історичні передумови змішували і поширювали традиції по всьому регіону. Це простежується в кремінському суржику, яким спілкується переважна більшість населення міста, і який є діалектом саме української мови, а не російської.
Як в українців, так і в росіян був поширений український тип житла. Це так звана хата з широкою галереєю, Слобожани любили у всьому чистоту і перш усього у хатах. Білили хату по суботах та перед великими святами, улітку навіть з надвору. У рідкої хати було менш трьох вікон скляних, здебільшого круглого скла. Комин робили з пруття, обмазаного глиною. У хаті біля стін стояли скамейки, а вздовж тієї стінки, де була піч, робилася підлога, яка заміняла ліжко; у запічок ссипали для сушки зерно. У покутя біля образів стояв звичайно довгий та вузький чисто вимитий стіл, покритий у заможних килимом, а у бідних чистим рядном, і на ньому лежав хліб та сіль; у багатих замість столів, укопаних в землю, на низьких ніжках стояла скриня або стіл, окований залізом, з ящиками, замкнутими на замок; скриня покривалася килимом або коцом, а зверху скатертю. Дах був очеретяний: з очерета, коли бракувало дерева, робили й стелю на тонких перекладинах. Робили дах також з соломи і гонту. Двір обносили плетеною огорожою.

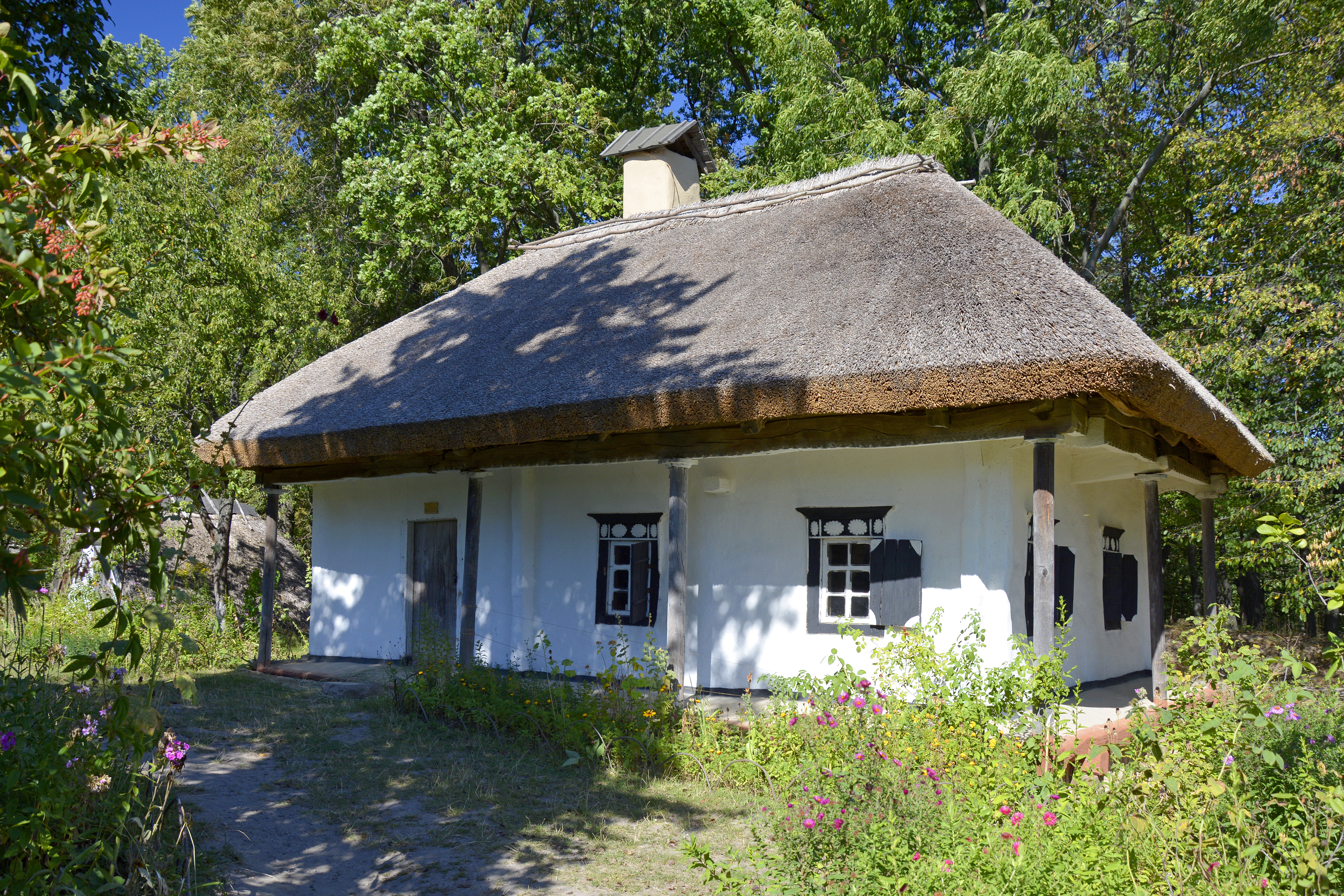
Національний музей народної архітектури та побуту України, м.Київ. Хата з с.Красна Попівка (Червонопопівка), Кремінської ОТГ, Сіверодонецького району, Луганської область. Будівля представляє традиційне житло Луганщини XIX-ХХ ст.

Кремінна, як і всі інші землі Слобожанщини, мала родючі землі, добре розвинуте землеробство, скотарство, виноградарство, тютюноводство. Крім того, жителі міста займалися ремеслами. Продукти господарства виготовляли для себе, а також експортували до Гетьманщини, Москви, за кордон. В Кременній було багато орної землі і, незважаючи на щедре наділення нею старшини, залишалися вільні простори, які могли обробляти всі бажаючі. Ці землі називалися «займанщиною» і були приватною власністю тих, хто їх обробляв. Саме тому Слобідська Україна стала місцем великого землеволодіння.
Культурне життя Кременної, як і всієї Слобідської України, було тісно пов’язане з гетьманською Україною. Діти слобідської козацької старшини і навіть простих козаків вчилися у школах Гетьманщини, особливо в Києво-Могилянській академії. Книги, надруковані в Києві, Чернігові, Новгороді-Сіверському і західноукраїнських друкарнях, поширювалися серед слобідського населення. Уже на поч. XVIII ст. Слобідська Україна. Слобожанщина мала власну вищу школу-колегію, засновану спочатку в Білгороді, а згодом перенесену до Харкова. Вона була подібна до Київської академії. Поширеною була народна школа. Зразком культурної єдності обох українських земель може служити діяльність знаменитого українського філософа XVIII ст. Григорія Сковороди (1722—1794), який однаково » належить » як Слобідській, так і Гетьманській Україні.

#### Кремінна на початку XX століття
Становище робітників значно погіршилося в період економічної кризи, що вибухнула в 1900—1903 роках. Видобуток вугілля в Кремінній скоротився з 1256,8 тис. пудів у 1901 році до 510 тис. у 1903 році, чисельність робітників зменшилася відповідно з 350 до 106 осіб, тобто більш ніж утричі. Щоб зменшити збитки, пов'язані з кризою, підприємці заощаджували на всьому, зокрема й на охороні праці шахтарів. 9 листопада 1903 року на Кремінській шахті внаслідок вибуху загинуло 20 людей. Сім'ям потерпілих не надали жодної допомоги. Лише після 1907 року було встановлено допомогу за каліцтво чи загибель годувальника сім'ї у вигляді 4—6 крб. в місяць.
Тяжке економічне становище породжувало невдоволення існуючим ладом, революційні настрої серед робітників. У слободі поширювалися листівки, що привозилися з Харкова та Куп'янська. Шахтарі влаштовували на квартирах таємні сходи. Керував цією роботою гірник М. Я. Зінової. Революційну пропаганду серед селянської бідноти Кремінної та сусідніх сіл вів також лікар земської лікарні І. А. Різдвяний, у минулому учасник студентських заворушень.
Революційні події 1905-1907 років. вплинули на Кремінну. Наприкінці грудня 1905 року стався стихійний напад селян на адміністрацію станції Тимчасова. 15 березня 1907 року на Кремінських шахтах Олексіївського гірничопромислового товариства спалахнув страйк. Робітники вимагали збільшення заробітної плати на 15 відс., видачі її двічі на місяць, поліпшення умов праці, зокрема влаштування вентиляції, надання допомоги через хворобу, відкриття бібліотеки, навчання дітей у земській, а не в церковноприходській школі, покарання штейгерів за грубе поводження та т. п. У страйку взяли участь 500 осіб. Проте робітники були ще недостатньо згуртовані і, зустрівши стійку відсіч підприємців, досягли лише часткового задоволення своїх вимог. Незважаючи на це, страйк відіграв певну роль у зростанні політичної свідомості шахтарів.
8 жовтня 1907 року, коли адміністрація шахти оголосила про зниження заробітної плати на 6 відс., робітники знову застрайкували. Страйк тривав 6 днів.

У роки, що передували Першій світовій війні, у слободі Кремінної, що входила до складу Куп'янського повіту Харківської губернії, працювали три лісопилки, кілька олійниць, парова та сім вітряків. Шахти Кремінної були закриті у 1908 році у зв'язку із виснаженням пластів.

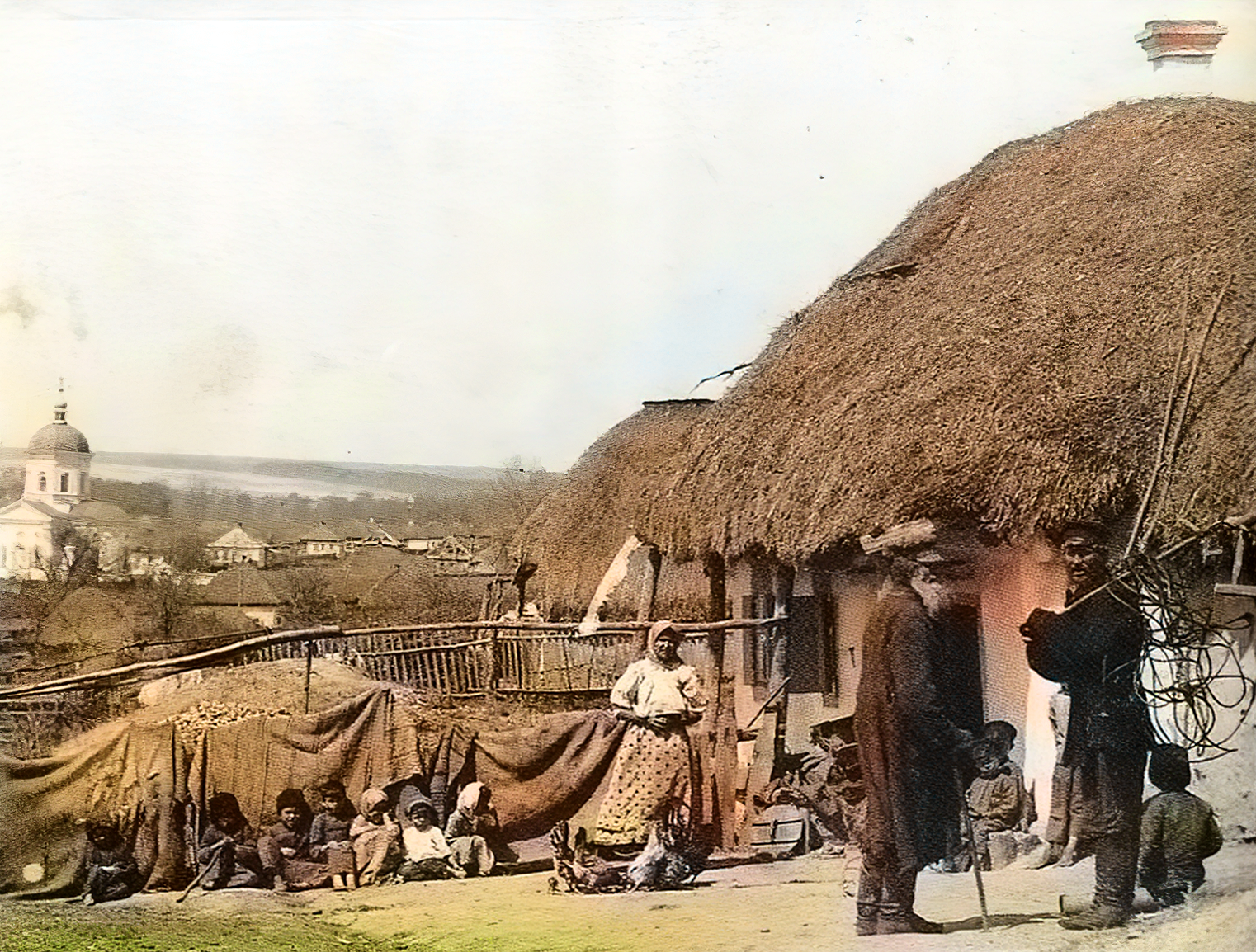
Типове кремінське подвір'я, поч. 20.ст

Зовні Кремінна мало чим відрізнялася від сусідніх сіл, хіба що чіткішим плануванням вулиць, що збереглася з часів військових поселень. Із загальної кількості хат (1 тис.) 980 були вкриті соломою. У центрі була базарна площа з десятком лавок. Про благоустрій та освітлення вулиць ніхто не думав.
Довгий час у слободі не було лікарні. Злидні, відсутність медичної допомоги призводили до високої захворюваності, частих спалахів епідемій. Багато життів забрали епідемії холери у 1831, 1847 та 1848 роках. 1848 року від неї померло 500 осіб. Лише 1903—1904 гг. у Кремінній була побудована лікарня, де працювали лікар, фельдшер та акушерка. Лікарня обслуговувала також мешканців Кабаньєго, Попівки, Краснянки та інших населених пунктів. На початку 90-х років у сосновому борі на околиці слободи було збудовано земський санаторій, але простий народ доступу туди не мав.
Відомості про перше початкове училище у слободі відносяться до 1864 року. У 1914 році у Кремінній працювали 2 церковноприходські школи, державна лісова школа, відкрита у 1900 році, земська трикласна школа, побудована у 1904 році, земське двокласне училище, земська безкоштовна бібліотека.

### Українські визвольні змагання
У 1914 році, коли почалася Перша світова війна, багато робітників і селян мобілізували в армію. Відсутність годувальників важко позначилося на становищі їхніх сімей. Попри труднощі воєнного часу, місцеві торговці підвищували ціни товари першої необхідності. У березні 1917 року у Кремінній стало відомо про повалення царського самодержавства, про перемогу буржуазно-демократичної революції у Петрограді. Враховуючи низький рівень грамотності та освіченості населення, жителі Кремінної легко піддавалося маніпуляціям пропаганди. У ході українських визвольних змагань Кремінна  стала частиною проголошеної III Універсалом Української Народної Республіки. У грудні 1917 року у селищі Кремінне був утворений Ревком та здійснювався контроль більшовицької влади. Проте у квітні 1918 року, як і Рубіжне, Кремінна перейшла під контроль українських та союзних німецьких військ, а у грудні 1918 року населений пункт знову окупували більшовики. У лютому 1919 року стало центром новоствореної Донецької губернії. У 1919 році сюди прийшли війська Денікіна. 21 грудня частини 11-ї й 4-ї кавалерійських дивізій Першої кінної армії захопили Кремінну. Проте, закріпитися їм не вдалося і радянська влада остаточно залишила Кремінну під своїм контролем.
Із закрапленням влади більшовиків, у березні 1920 року було обрано Раду робітників і селянських депутатів. 8 липня відновлено партійний осередок, у грудні створено комнезам на чолі з Т.А.Зеленським. Обстановка у Кремінській волості у 1920 - 1921 pp. була дуже напруженою. Розпочалась епоха червоного терору, для чого було сформовано загони міліції та частин особливого призначення для закріплення влади окупаційної адміністрації новоствореної держави — СРСР.

### Період радянської окупації
Відразу після відновлення Радянської влади 1919 року у слободі відкрилися три початкові школи, одна з них згодом стала семирічної. 1923 року в школах навчалися 375 учнів, працювали 17 вчителів. Вчителі активно включилися у боротьбу з неписьменністю серед дорослого населення. Гуртками лікнепу, які працювали вечорами у школах, у селянських хатах, у клубі, відкритому в приміщенні колишньої волосної управи, керували вчителі М. В. Яроцький, А. Ф. Ганжа, комсомольці. Також даний період можна охарактеризувати розширенням суспільних функцій української мови, впровадження її до офіційного вжитку в державній, політичній, громадській і культурно-освітніх установах.

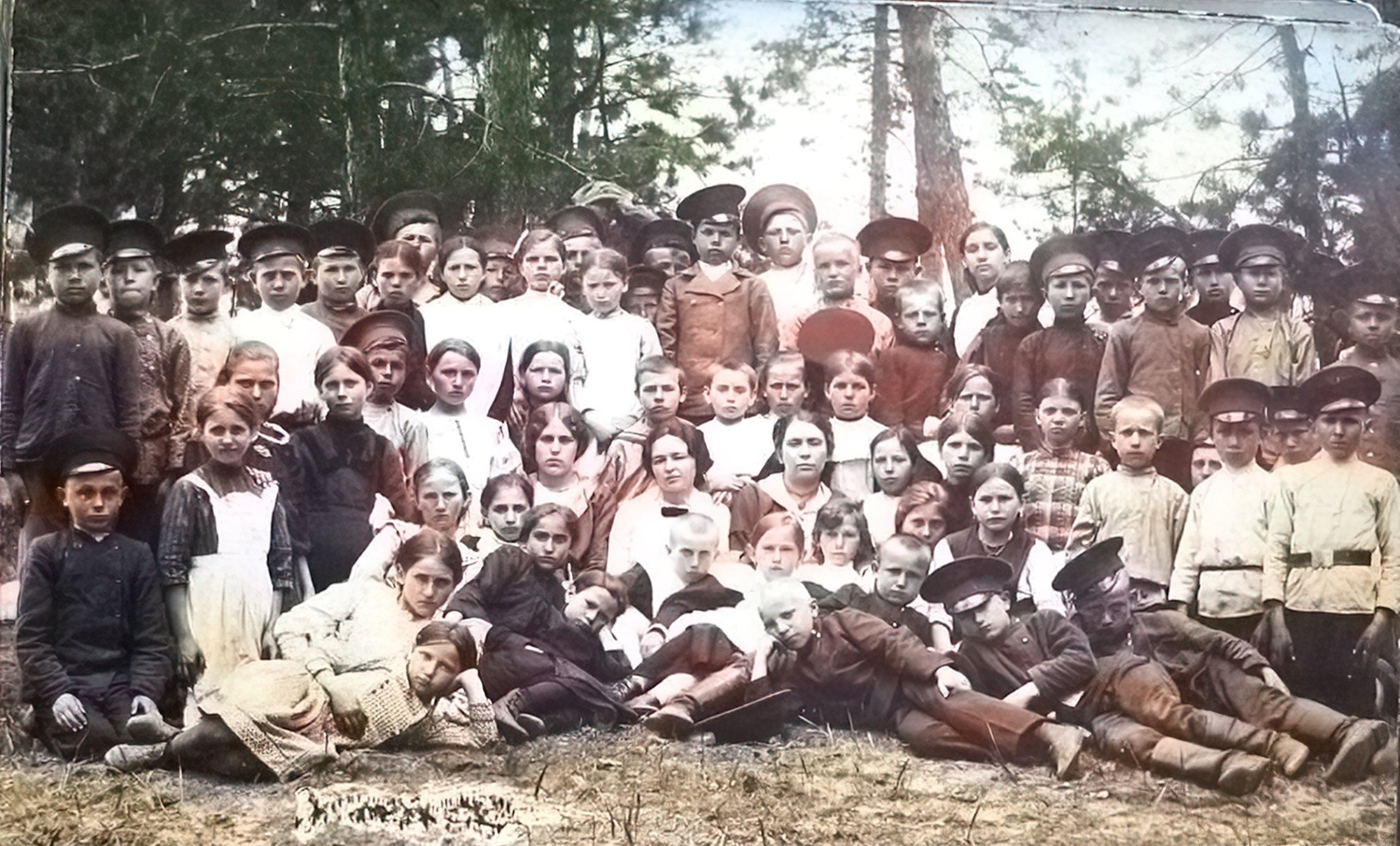
Кремінські школярі, поч. 20-х років

У 1923 року становище у районі стабілізувалося. За новим адміністративним поділом Кремінна увійшла до складу Лисичанського району Бахмутського округу. У Кремінній налічувалося 1648 дворів, проживало 8772 особи.
1924 року в Кремінній був створений лісгосп, куди увійшли нинішні Кремінське, Серебрянське, Веригінське, Комсомольське, Новокраснянське, Кудряшівське та Сіткові лісництва.
Після закінчення громадянської війни було відремонтовано та розширено лікарню. У 1925 році в ній працювали лікар, 2 фельдшери та 3 акушерки. У санаторії, який став профспілковим, відпочивали працівники.
Насильницькі методи форсування сталінської індустріалізації у 30-ті роки стали головною причиною зубожіння села, призвели до Голодомору 1932-1933 років. Серед тринадцяти районів Луганщини, розташованих переважно в північній частині регіону, найбільших втрат від голоду також зазнав і Кремінський район. На той час у промислових містах Луганщини голод у гострій формі не лютував. Прагнучи, як вимагав Сталін, швидко “догнати і перегнати ” передові країни Заходу, влада заради форсування темпів індустріалізації  свідомо й безжально вичавлювала всі соки із селян і села. Наразі відомо про 124 жертви голоду з числа жителів слободи “Кремінна” на Луганщині. Як свідчення очевидців  до обласного тому Національної Книги Пам’яті жертв Голодомору 1932-1933 років включено спогади 31 мешканця Кремінського району Луганської області про зазначені жахливі події.
Крім того, за результатами роботи пошукових груп по збиранню  свідчень очевидців Голодомору 1932-1933 років, були  встановлені населені пункти, що постраждали від Голодомору. Це слобода ( на той час) Кремінна, селище Красноріченське, села Боровеньки, Булгаківка, Варварівка, Голубівка, Житлівка, Єпіфановка, Макеївка, Михайлівка, Невське, Новомикільське, Новоастрахань, Новоолександрівка та Червонопопівка. Майже у всіх населених пунктах району, постраждалих від Голодомору, у 75 – ті роковини великого терору голодом були встановлені пам’ятні Хрести.
У роки першої сталінської п'ятирічки розпочався новий етап у розвитку промисловості Кремінної. 1930 року закладено велику на той час шахту «Кремінна-Східна» продуктивністю 400—450 тонн вугілля на добу. Вперше бурові розвідувальні роботи на Кременщині було проведено 1929 року Лисичанським рудоуправлінням. У цей же час до Кремінної з Лисичанська було відряджено двох гірських інженерів: Миколу Йосиповича Репетина та Бориса Тимофійовича Дуліна. Після детального обстеження кременських дрібних шахт, зокрема на горі «Солона», вони визначили район розвідувального буріння на вугілля. Спочатку планувалося закласти першу велику шахту Кремінної біля залізничної станції, але надалі цього довелося відмовитись. Коли за коліями розпочали геолого-розвідувальне буріння, вдарив фонтан газу такої сили, що зірвав з помосту обладнання, і до того ж там не було вільного майданчика для майбутнього терикону. Крім того, в районі залізничної станції пласти К8 та l1 круто йшли вниз, ускладнюючи їхнє майбутнє відпрацювання. Остаточний вибір ліг на північно-східну околицю Кремінної (нині селище Михайлова), за два кілометри від залізничної станції. На місці майбутньої шахти були піщані пагорби та частково болота, що тяглися від залізничної станції. На підставі довідки розрахунку Н.І.Репетіна та Б.Т.Дуліна трест «Лисичанськвугілля» звернувся до наркомату вугільної промисловості з проханням про виділення коштів на будівництво шахти «Кремінна». Шахта почала працювати в  1932 році.

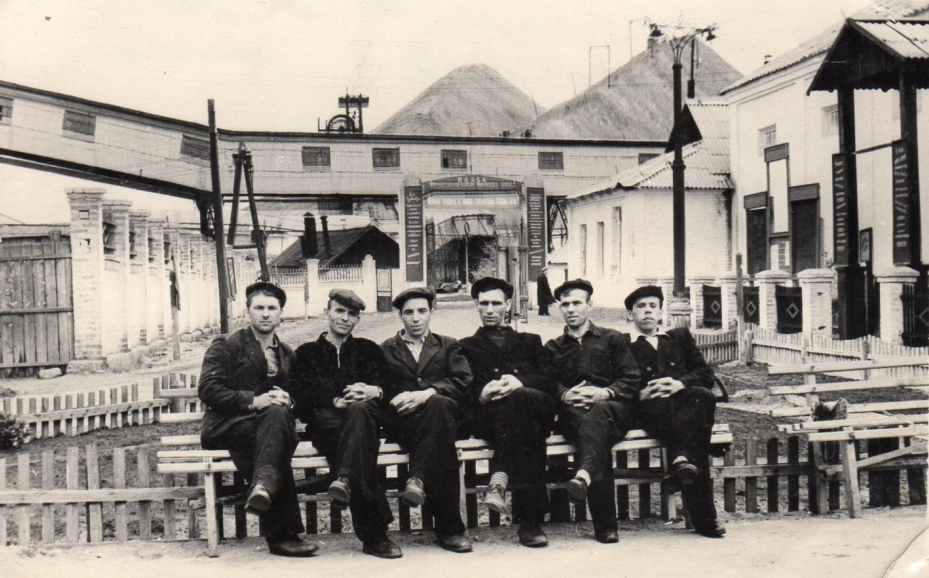
Працівники шахти «Кремінна-Східна», 30-ті роки

Досить швидко склався дружний та працездатний колектив шахти. Він складався насамперед із працівників, які будували шахту, мешканців Кремінної, довколишніх сіл (Житлівка та Попівка). На шахті 29 працювали і жителі міста Рубіжне, п.Лінево та віддаленіших сіл району, розташованих уздовж залізниці, що дозволяло їм добиратися на роботу потягом. За спогадами колишніх працівників шахти, до та після війни з п.Лінєво ходили працювати пішки. Надалі з Попівки та Житлівки людей на роботу на шахту тричі на день возила бортова машина. На шахту прийшло багато молоді. Поселок шахти перетворився на епіцентр активного життя Кремінного: з ударною роботою в шахті, робітниками, партійними та комсомольськими зборами, різноманітним культурним життям, із самодіяльністю, танцями під баян вечорами. Це зараз п. Михайлова – депресивний та напіврозбитий район міста Кремінна з відсутністю постійного автобуса, клубу, магазинів, медпункту, газу та водою за графіком. А в 30-х роках на шахті справді кипіло, вирувало життя. Механізація видобутку вугілля, як така, була відсутня, а вугілля видобували за допомогою буро-підривних робіт та обушків. Незабаром на шахті з'явилися відбійні молотки. У цей час стало зароджуватися, поки у найпростіших формах, соціалістичне змагання між окремими робітниками, ділянками, підприємствами тощо.
1929 року в Кремінній відкрилася майстерня з ремонту баянів, яка згодом стала відомою в Україні фабрикою баянів, 1932 року — промартель, що виготовляла брички та різний сільськогосподарський інвентар. У 1933 році артіль реорганізували на фабрику, що випускала шкільні меблі.
Великі зміни відбулися на початку 1930-х років у житті кременських селян. У 1928 році організувалося перше товариство зі спільної обробки землі, а наприкінці 1929 року їх налічувалося вже 7. На базі ТОЗів у 1930 році було створено 4 колгоспи: «Путь Леніна», «13 років Жовтня», «Червона діброва» та «Червона культура», у яких об'єдналася більшість селянських господарств Кремінної. Розвивалося лісове господарство. У 1932 році в Кремінських лісах був створений республіканський заповідник, в якому вирощувалися цінні породи дерев, розлучалися хутрові звірі, зокрема вихухоль, нутрія, норка, ласка. У заповідник було завезено благородні олені, косулі, лосі.

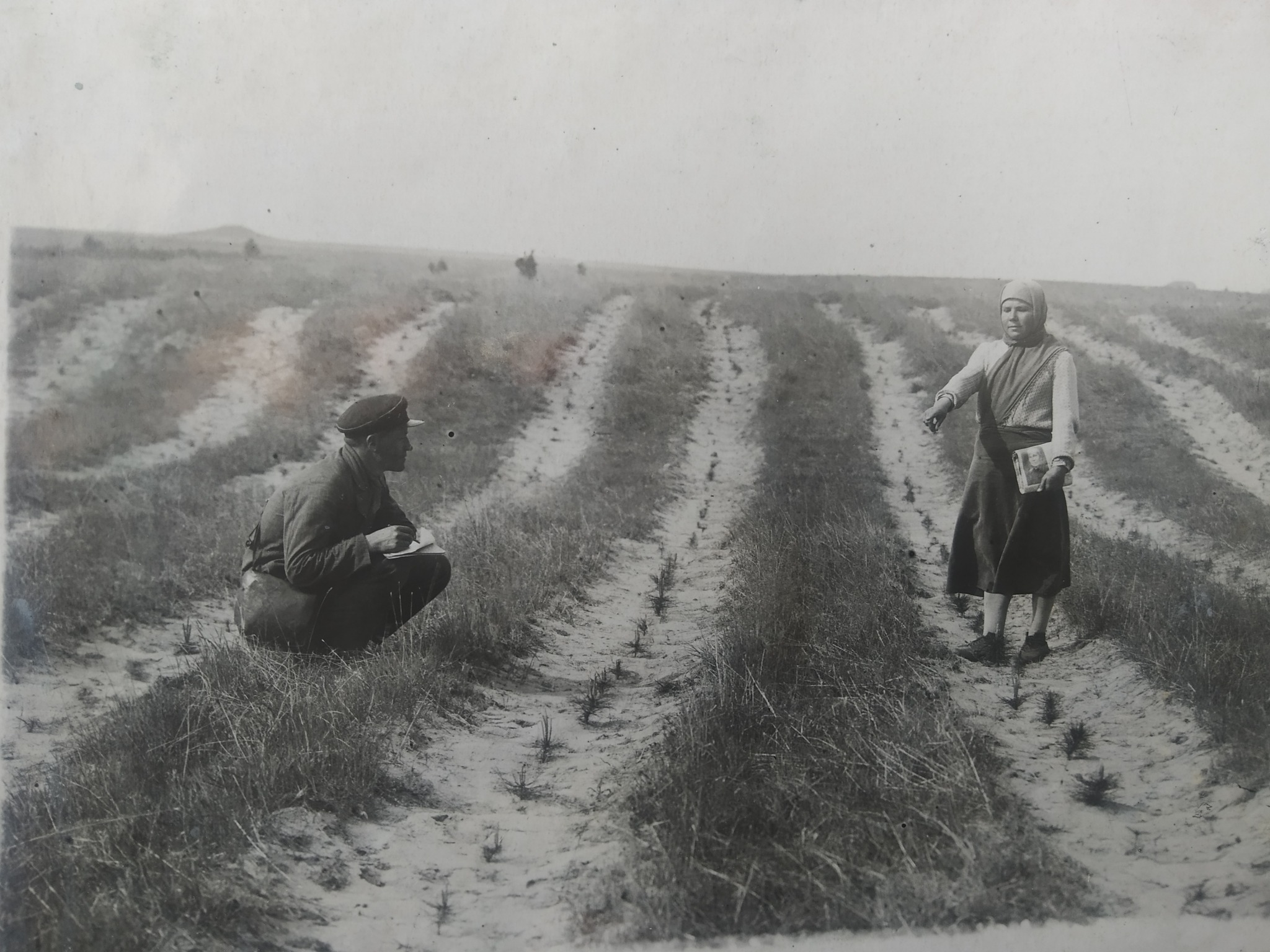
Посадка сосни в районі Сіточного Лісництва

28 жовтня 1938 року Кремінна, населення якої становило 14 710 осіб, було віднесено до категорії міст, 1940 року стала районним центром Ворошиловградської області.
У передвоєнні роки у місті розгорнулося велике будівництво. У грудні 1938 року закладено шахту «Кременна-Західна», на початку 1941 року вступив до ладу харчокомбінат, в якому працювали цехи безалкогольних напоїв, маслобійний і млин.
Поліпшилось медичне обслуговування. 1940 року в районній лікарні налічувалося 50 ліжок. Було збудовано нову будівлю для розширення Кремінського санаторію.
1937 року у Тимчасовій відкрилися дві середні школи, одна з них — на базі семирічної. У місті працювали також семирічна та чотири початкові школи, обласні школи комбайнерів та садогородників. Розширилася мережа культурно-освітніх установ. 1940 року у Тимчасовій відкрито районний клуб. За нього були створені драматичний, хоровий та танцювальний самодіяльні колективи, районна бібліотека.
З червня 1938 року, через розділення Донецької губернії на Сталінську та Ворошиловградську області, входить до складу Ворошиловградської області. 28 жовтня 1938 року Кремінна отримала статус міста. У 1940 році місто стає районним центром. У 1940 році на території міста був виявлений природний газ. Але видобуток газу не організували. У лісах будувалися бази відпочинку й санаторій.
10 липня 1942 року після масових повітряних атак місто захопили німецькі війська. 31 січня 1943 року місто перейшло під контроль 195-ї гвардійської дивізії радянської армії. Одразу після звільнення міста, розпочалися роботи по відновленню шахти «Кремінна-Західна», роботи над запуском якої велися ще в 1938 році. До кінця 1944 року шахта «Кремінна-Західна» давала по 600-650 тонн вугілля на добу. До 7 листопада 1947 року шахта посіла перше місце по комбінату «Ворошиловградвугілля» з видобутку вугілля. Декілька років, після звільнення Кремінських шахт, у видобучих вибоях були відсутні конвеєри. Вибійники, видобувши вугілля, вантажили його на ґрати або металеві листи по яких совальники (в основному жінки) штовхали його (сидячи) ногами вниз по лаві.
4 грудня 1943 року тут почалася публікація місцевої газети.

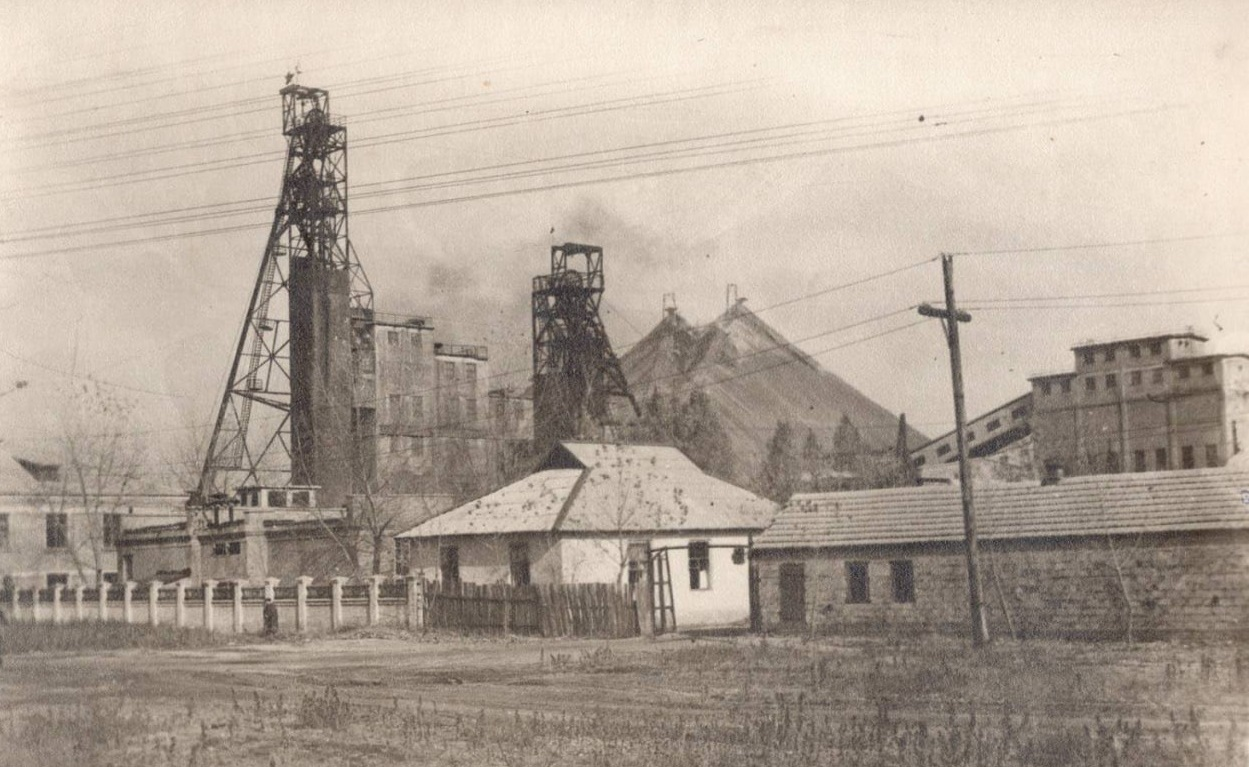
Кремінська шахта №1, початок 50-х років

Особливо інтенсивно розвивалося господарство Кремінної після закінчення Великої Вітчизняної війни. У грудні 1948 року було закладено, а 31 грудня 1954 року увійшла до ладу шахта «Кременна» № 1 проектною потужністю 1 тис. тонн вугілля на добу. 1958 року валова продукція меблевого комбінату, створеного на базі меблевої фабрики, майже вдвічі перевищила рівень 1940 року.
Особливо інтенсивно розвивалося господарство Кремінної після закінчення Великої Вітчизняної війни. У грудні 1948 року було закладено, а 31 грудня 1954 року увійшла до ладу шахта «Кремінна» №1 проектною потужністю 1 тис. тонн вугілля на добу. 1958 року валова продукція меблевого комбінату, створеного на базі меблевої фабрики, майже вдвічі перевищила рівень 1940 року.
Великі роботи велися з відновлення лісового господарства. До 1953 був посаджений ліс на всій площі згарищ і вирубок воєнних років.
До 1948-1949 років. колгоспи відновили довоєнні посівні площі та поголів'я худоби.
1947 року відкрилися бібліотека для дітей та юнацтва, ще одна середня школа, а 1957 року — гірничопромислова школа.
Швидкими темпами розвивалася економіка Кремінної та наступні роки. Цьому значною мірою сприяло використання у промислових цілях природного газу, відкритого 1959 року біля селища Житлівка. На вугільних підприємствах міста впроваджувалась нова техніка, здійснювалася механізація та автоматизація виробничих процесів. 1958 року досягла проектної потужності шахта «Кремінна» № 1. Достроково, у вересні 1965 року, вона виконала семирічний план.

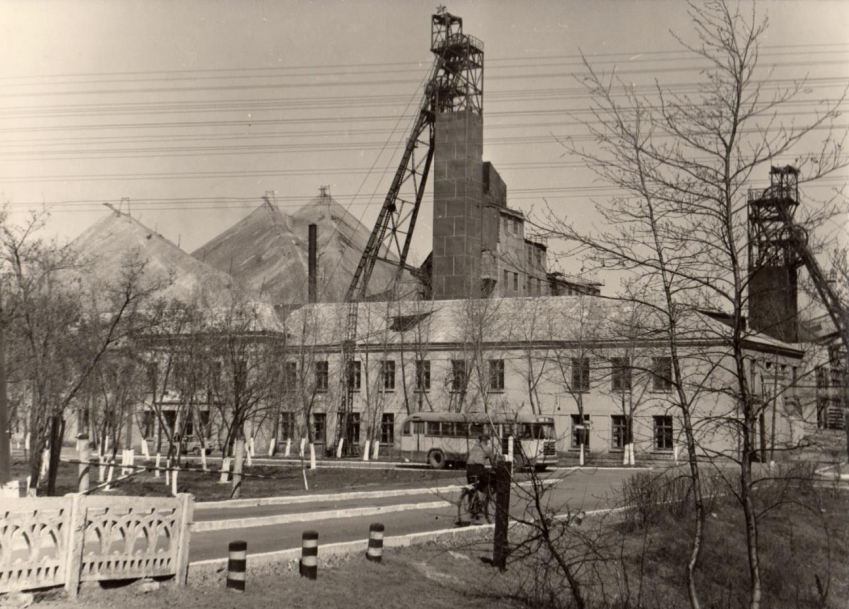
Шахта «Кремінна», 70-ті роки

До 1961 року у місті діяли три шахти. Але у зв'язку із виснаженням окремих пластів, шахту «Кремінна-Східна» було закрито, а шахти «Крем'яна-Західна» та «Кременна» № 1 в 1968 роців об'єднані в одне підприємство — шахту «Кремінна». У трьох лавах виїмка вугілля велася комбайнами «Донбас-1», в одній механізованим комплексом КМ-87ДН. Після об'єднання шахт їхній загальний штат становив близько 3500 осіб. Деякий час видобуток та видача вугілля велася на обох шахтах автономно. Надалі більшість виробок та ухилів шахти «Кременна-Західна» були погашені.
У 1957 році на базі піщаного кар'єру в Кремінній створено завод будівельних матеріалів, що випускає шлакоблоки, черепицю, цементовану плитку. 1967 року в місті було відкрито завод господарських товарів. Протягом років дев'ятої п'ятирічки його валова продукція збільшилася з 1634 тис. крб. до 3059 тис. руб. 1970 року тут було освоєно серійне виробництво промислових калориферів.
Виробництво музичних інструментів на Кремінській фабриці баянів стабільно зростало в роки активної діяльності, чому чимало сприяла реконструкція підприємства, завершена 1972 року. 1975 року тут було виготовлено понад 15 тис. баянів. Фабрика почала випускати більше ременів, хутра, футлярів для музичних підприємств Житомира, Горлівки, Полтави та інших міст Радянської України. У новому виробничому корпусі збирання баянів велось потоковим способом. Баяни марок «Кремінна», «Юність», «Світанок», а також спеціальні концертні та оркестрові користувались широким попитом у РРФСР, Білорусії, Казахстані, Таджикистані та інших союзних республіках. 

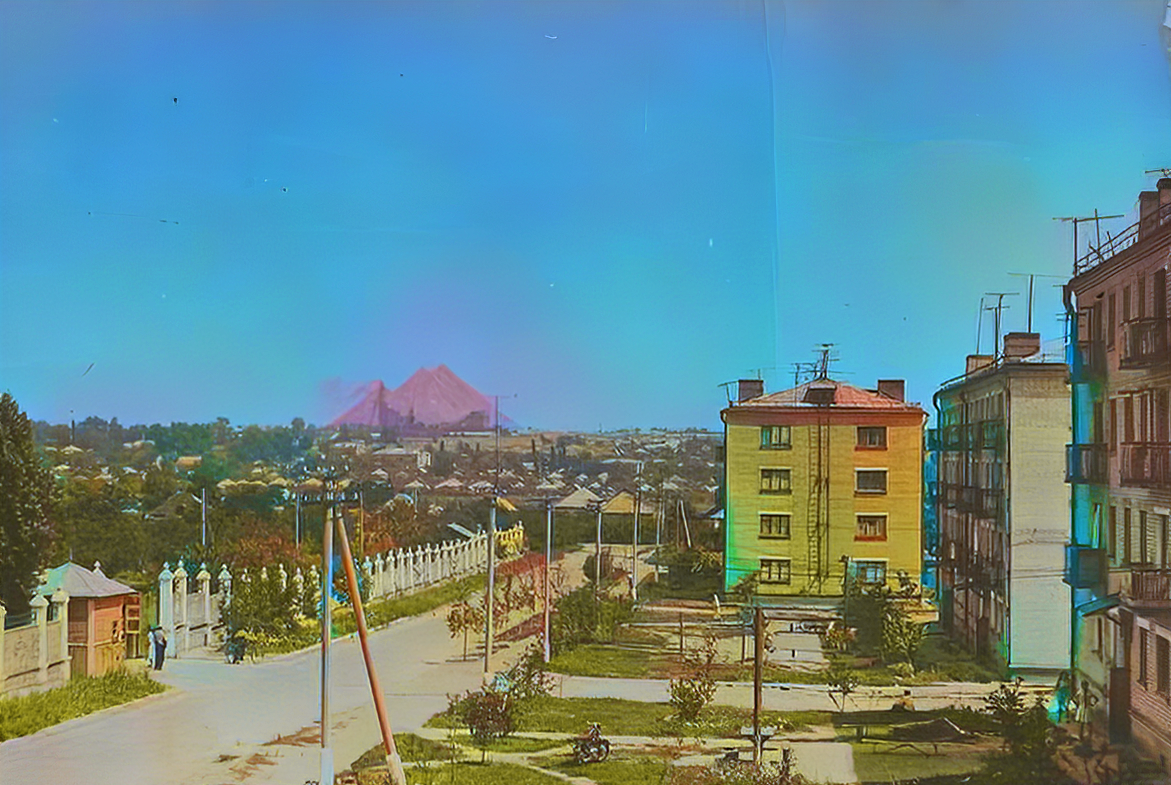
Вулиця Перемоги у 50-х роках — Нові будинки й вид на лівий берег Кремінної (колоризоване фото)

Важливу роль економіці міста відігравав меблевий комбінат, який виготовляв переважно дитячі меблі. Швидке зростання підприємства розпочалося з 1969 року, після його реконструкції, під час якої було механізовано багато трудомістких процесів. З часом, валова продукція підприємства збільшилася з 2356 тис.крб. 1969 року до 3530 тис. крб.1975 року.
Продовжувало розвиватися і лісове господарство Кремінної. Кремінський лісгосп — комплексне лісогосподарське підприємство. Колектив господарства, що налічував понад 500 осіб, не лише саджав та охороняв ліс, але здійснював також промислову заготівлю та переробку деревини.
На околиці Кремінної, по Лиманському тракту, де ліс впритул підходить до міста, розкинулося звірогосподарство. 1961 року сюди було завезено 200 сріблясто-чорних лисиць та 185 норок. На початку 1976 року маточне поголів'я лисиць налічувало 800, а норок - 15 тис. голів.
Великі зміни відбулися економіці місцевих колгоспів. У березні 1958 року колгоспи Кремінної, а також селищ Житлівки, Червоної Діброви та Кузьміна об'єдналися в один колгосп — «13 років Жовтня». За багатогалузевим господарством закріплено 4318 га сільгоспугідь, у т. ч. 3521 га орної землі. На фермах колгоспу було 1840 голів великої рогатої худоби, 1460 голів свиней та 13,3 тис. голів птиці. Машинно-тракторний парк складався із 40 тракторів, 19 комбайнів, 30 автомашин. Тільки 1973/74 сільськогосподарському року колгосп витратив для придбання техніки 278 тис. крб. Технічне обслуговування господарства здійснювало Кремінське відділення «Сільгосптехніки», створене на базі Площадської та Кабано-Рубіжанської МТС.
За повоєнний час Кремінна сильно змінила свій зовнішній вигляд, і зросла в населенні більш ніж у 2 рази. Її забудова здійснювалась за генеральним планом. Тільки в 1965-1975 рр.. було збудовано близько 2750 квартир. 1962 року споруджено новий міст через річку Красна. Руками містян закладено бульвар, розбито п'ять скверів, дбайливо охороняється чотирьохсотрічна лісова діброва, вулиці потопають у зелені, добре освітлені. Місто підключене до системи «Донбасенерго».

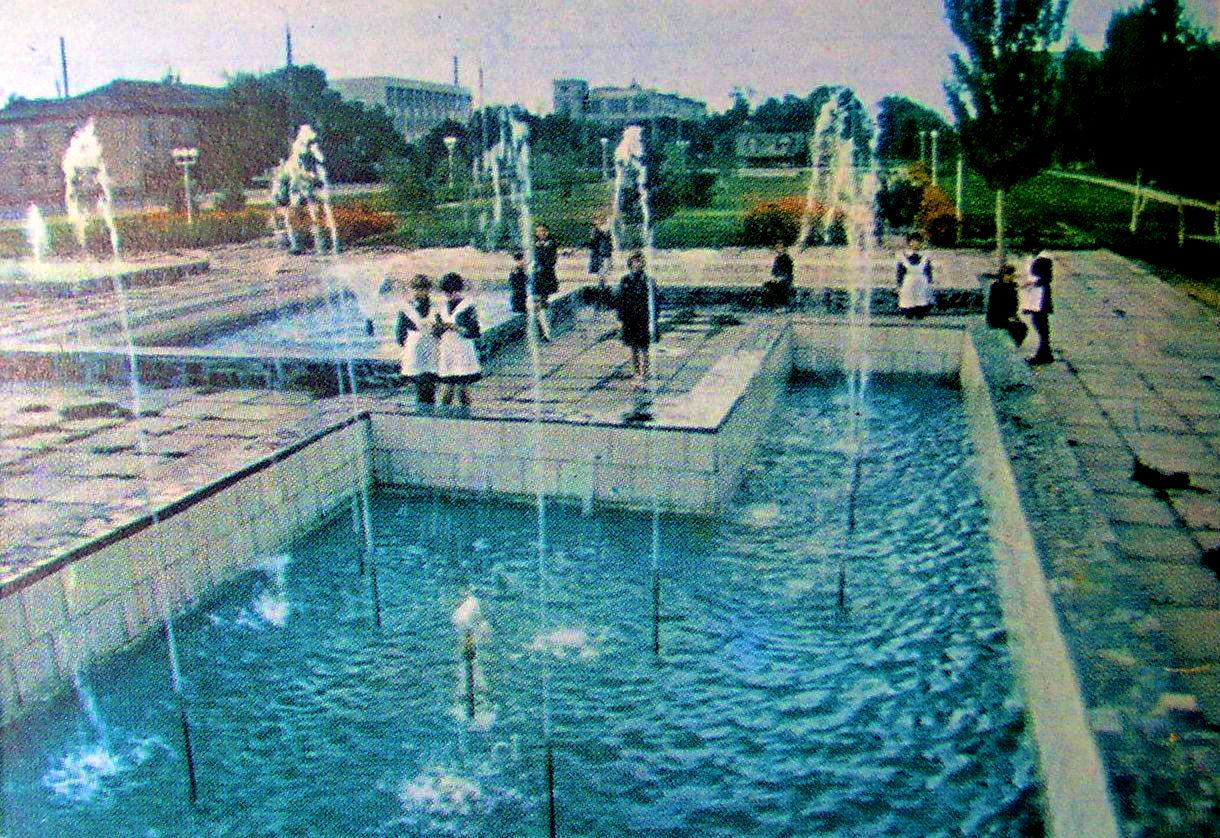
Школярі біля фонтанів в Кремінському сквері на Центральній площі, 1983 рік

До послуг мешканців — новий банно-пральний комбінат, п'ять перукарень, будинок побуту, в якому розміщались швейний цех, дві вартові та дві шевські майстерні, хімчистка. 1974 року відкрито новий, обладнаний сучасною апаратурою вузол зв'язку з поштовою залою, телефонною станцією, ощадкасою. Працює новий торговий центр із рестораном, кафе, їдальнею, гастрономом.

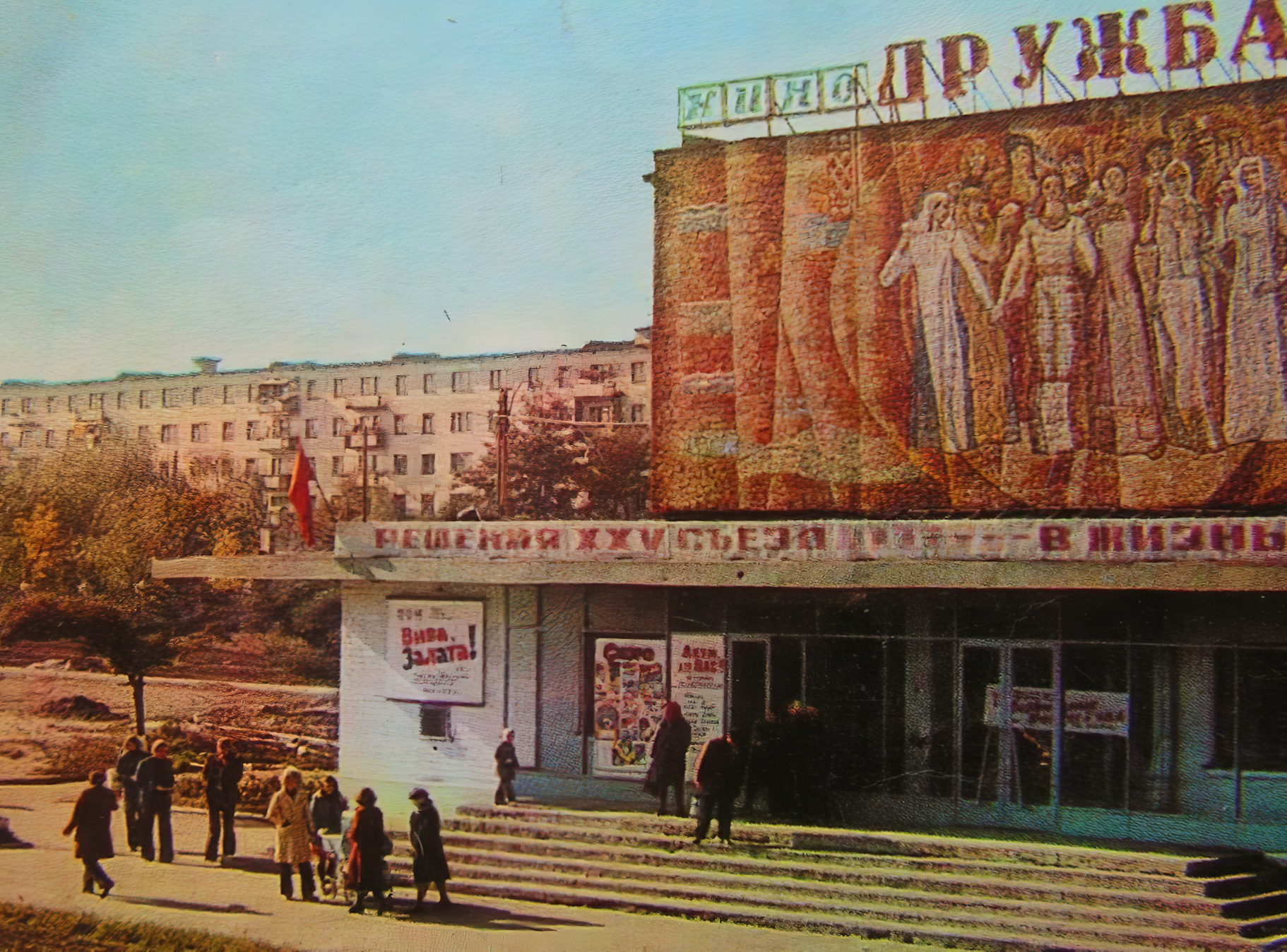
Кінотеатр «Дружба», 1970-ті роки

В Кремінній значно покращилось медичне обслуговування населення. Зокрема, в місті було збудовано одне з найкращих в області лікарняне містечко. Воно складається із стаціонару на 500 ліжок, поліклініки, обладнаної новітньою медичною апаратурою. Є також дитяча лікарня, чотири медпункти, ветеринарна лікарня. У всіх медичних закладах працювали 114 лікарів та 352 спеціалісти із середньою медичною освітою. У Кремінському лісі розташувалися будинок відпочинку «Кремінна» республіканського значення, піонертабори «Фантазія», «Мрія», «Вугілля», де відпочивали працівники хімічної промисловості, залізничники, шахтарі, металурги, колгоспники та їхні діти.
Велика увага приділялась спорту. У місті працювало 12 спортивних секцій, у т.ч. волейбольна, баскетбольна, гімнастики, шахово-шашкова, плавання, стрільби та дитячо-юнацька спортивна школа. До послуг спортсменів — стадіон, чотири футбольні поля, сім спортивних комплексів, вісім баскетбольних майданчиків, дві водні станції та інші споруди.
У січні 1989 року населення міста становило 27 686 осіб.

### Незалежна Україна

#### Кінець ХХ— початок XXI століття
У 1991 році переважна більшість жителів м.Кремінна та Кремінського району підтримали Акт проголошення незалежності України, як суверенної держави. З вказаного часу почався новий відлік в історії міста Кремінна та району в незалежній державі Україна.

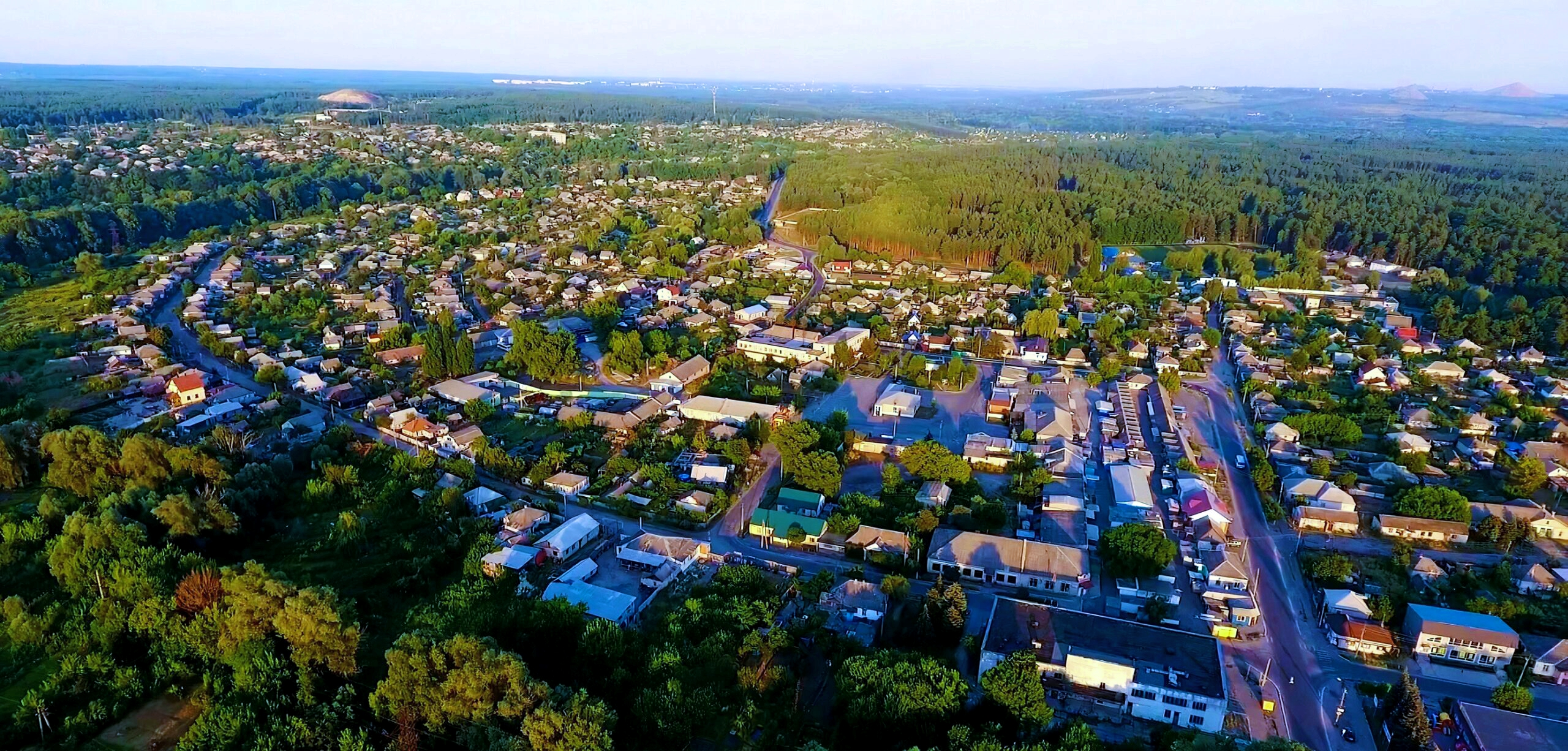
Східна частина Кремінної. На фото видно лівобережний район міста «Супутник», терикон шахти «Східна», центральний ринок, автовокзал, стадіон та ліс Серебрянського лісництва. На горизонті видніються терикони шахти «Привільнянська» та шахти ім.Г. Капустіна

В результаті панування командно-адміністративної системи управління економікою Кремінна, як і інші міста колишніх радянських республік, з отриманням незалежності опинилася в стані глибокої економічної кризи. Перша половина 90-х привнесла в Україну розвал економіки, бартер і прогресуючу гіперінфляцію. Друга п'ятирічка не стала легшою, але буря, що бушувала в економіці, стихала.
Катастрофічна ситуація в народному господарстві була обумовлена такими факторами:
- Високою часткою державних підприємств, що спричиняло надзвичайно низьку конкурентоспроможність промисловості СРСР на світових ринках (лише приблизно 12% продукції промисловості вважалося конкурентоспроможною), експорт на ці ринки переважно сировини (майже 70%)
- Деформовану структурою виробництва з непропорційно розвиненим військово-промисловим комплексом, і при цьому відсутність галузей традиційних ринкових економік.
- Викривленням мотивації праці, пануванням соціального утриманства. Вся відповідальність за роботу покладалась лише на державу, ініціатива громадян до ведення бізнесу була відсутньою через відсутність інфраструктури, необхідних ресурсів, освіти. Ситуацію ускладнювала складна криміногенна обстановка.

Наслідком стало розширення «тіньової» економіки, згортання виробничої й комерційної діяльності, посилення корупції в державному апараті, відплив капіталів та кваліфікованих кадрів у великі міста або за кордон. Податкова політика, замість заохочення виробника, змушувала його згортати виробництво або ухилятися від сплати податків, що зменшувало надходження до державного бюджету.

Катастрофічна ситуація склалася з технічним переоснащенням промислових підприємств, на більшості з яких обладнання відпрацювало свій нормативний строк. Енерго- й матеріалоємність виробництва в 1,5 рази перевищує середньоєвропейський рівень. Тому Україна змушена закуповувати удвічі більше нафти й газу порівняно з західноєвропейськими країнами.

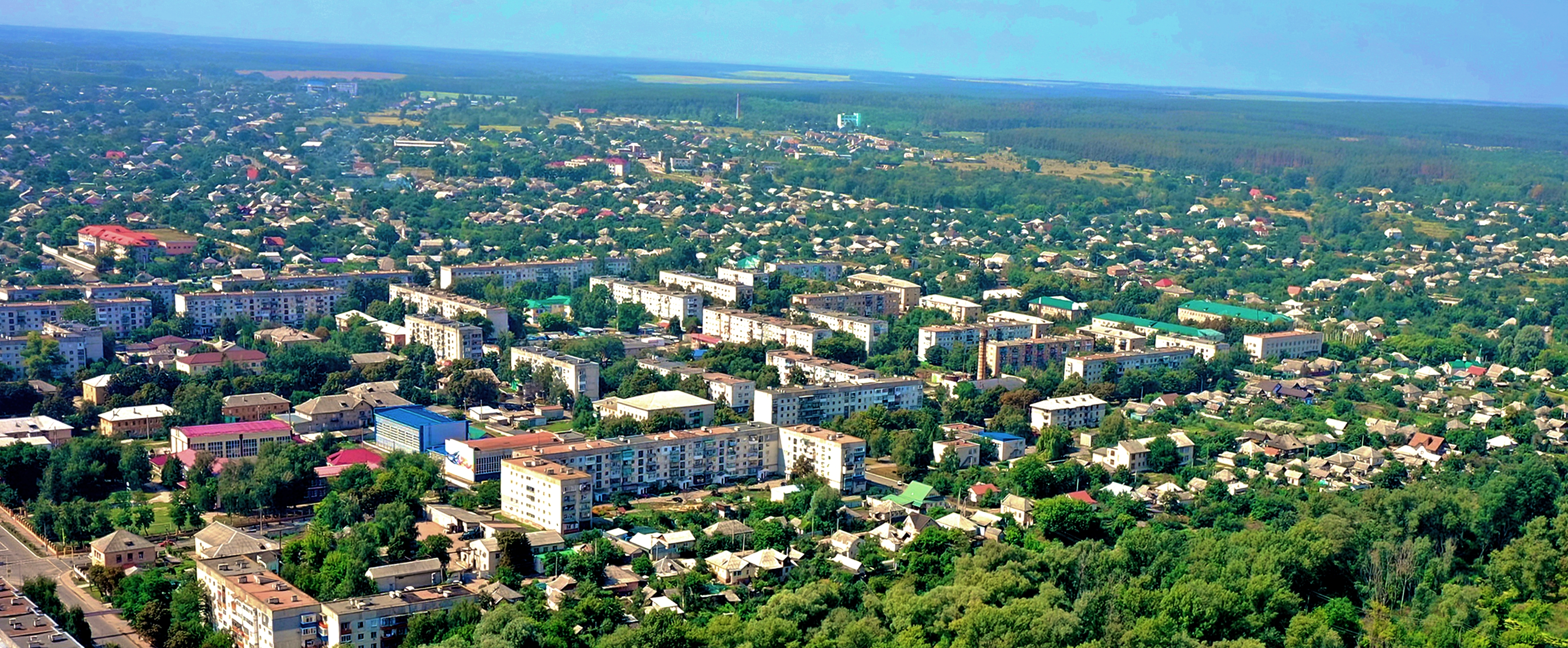
Вид на правобережну Кремінну, 2021 рік

Економічна ситуація постійно погіршувалась і в середині 1992 року напруга в суспільстві вкрай загострилася. Чергове підвищення цін на сільськогосподарську продукцію викликало обурення серед населення, шахтарі піднялися на страйк. Збільшувався зовнішній борг, скорочувався випуск товарів народного споживання. Виробництво промислової продукції в 1993 р. знизилось на 21%. Місячна інфляція восени перевищила 75%, в грудні - 90%. За даними Світового банку, у другій половині 1993 р. рівень інфляції в Україні був найвищим у світі і перевищував показники часів світових воєн.
У травні 1995 року Кабінет Міністрів України затвердив рішення про приватизацію підприємства «Хімавтоматика», заводу «Ритм», АТП-10910 і заводу, розташованого в місті.

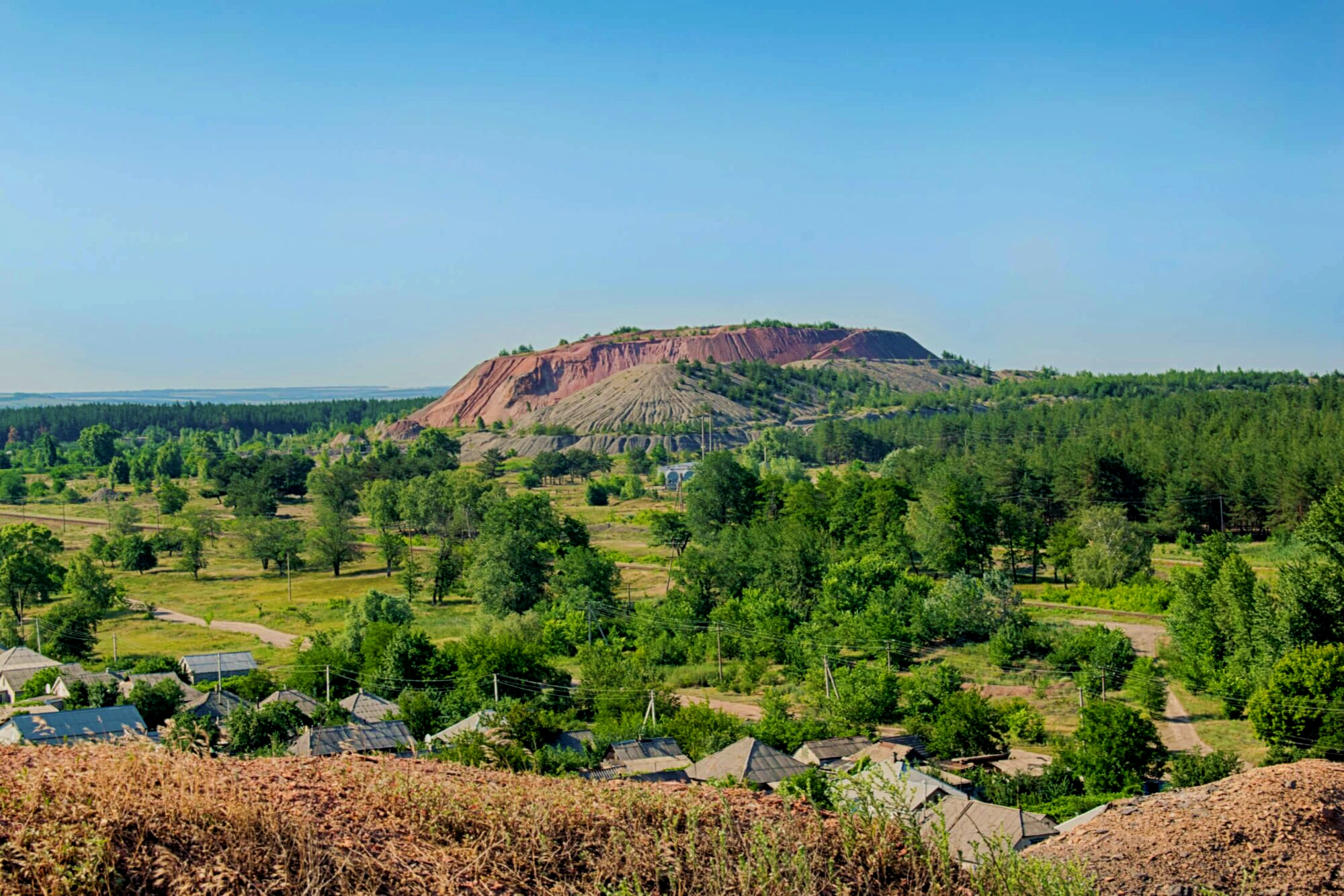
Вид на старі терикони Кремінської шахти №1, закритої у 2001 році. Для кремінян є символом занепаду, яке принесла неграмотна економічна політика влади України у 1990-х роках.

В 2000-2001 році перестала функціонувати остання працююча шахта «Кремінна».
В середині 90-х – на початку 2000-х років, в місті Кремінна сформувалось злочинне угрупування, яке шляхом розбою, рекету та корупції привласнило Кремінські ліси та отримало зелене світло на винищення лісових ресурсів Кремінщини. Це явище було поширене по багатьом містам України, і відоме як «Лісова мафія».
Через відсутність перспекти розвитку кар'єри та професійної самореалізації, молодь активно виїзджає з Кремінної, що призводить до старіння населення та зменшення його кількості. В місті спостерігається високий рівень безробіття, низькі доходи та низький споживацький попит.
У січні 2013 року населення Кремінної становило 20 324 особи.
Після перемоги Революції Гідності у 2014 році, в Україні була проведена реформа місцевого самоврядування та територіальної організації влади, основною метою якої було створення умов для формування ефективної і відповідальної місцевої влади, здатної забезпечити комфортне та безпечне середовище для проживання людей по всій території України.
У зв'язку із початком декомунізації, 22 липня 2015 року в Кремінній був демонтований пам'ятник Леніну.
У 2018 році був реконструйований спортивний комплекс з підготовки олімпійських і паралімпійських спортсменів — «Олімп».
Під час адміністративної реформи 2020 року Кремінна стала центром Кремінської міської територіальної громади у складі Сєвєродонецького (Сіверськодонецького) району.

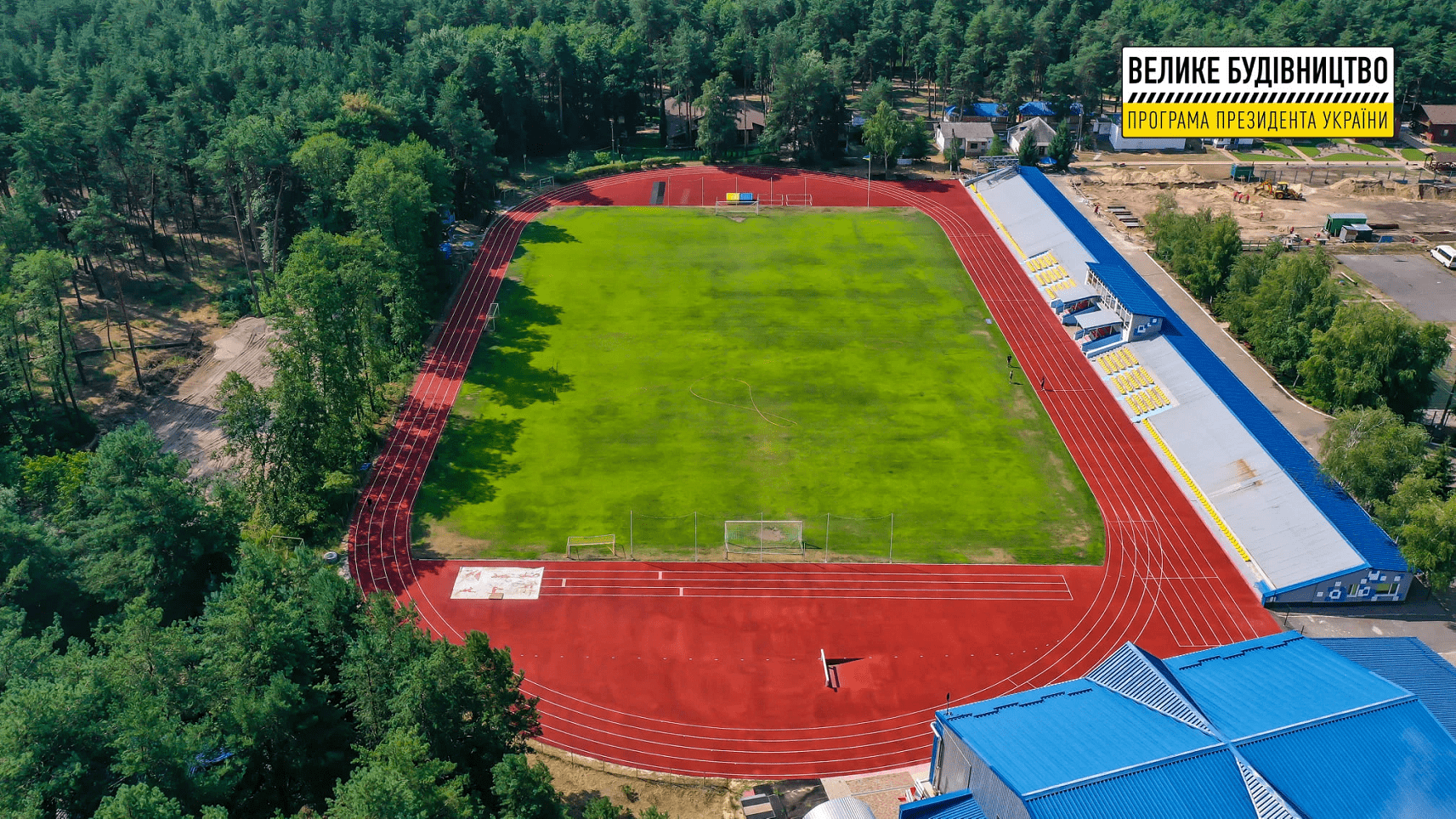
В результаті реалізації програми «Великого будівництва», в Кремінній було реконструйовано обласний стадіон підготовки олімпійських та параолімпійських спортсменів. Спортивний комплекс зазнав значних руйнувань в результаті окупації Кремінної російсько-рашистськими військами. Ліс навколо стадіону є епіцентром наймасштабніших бойових зіткнень між українською та російською арміями.

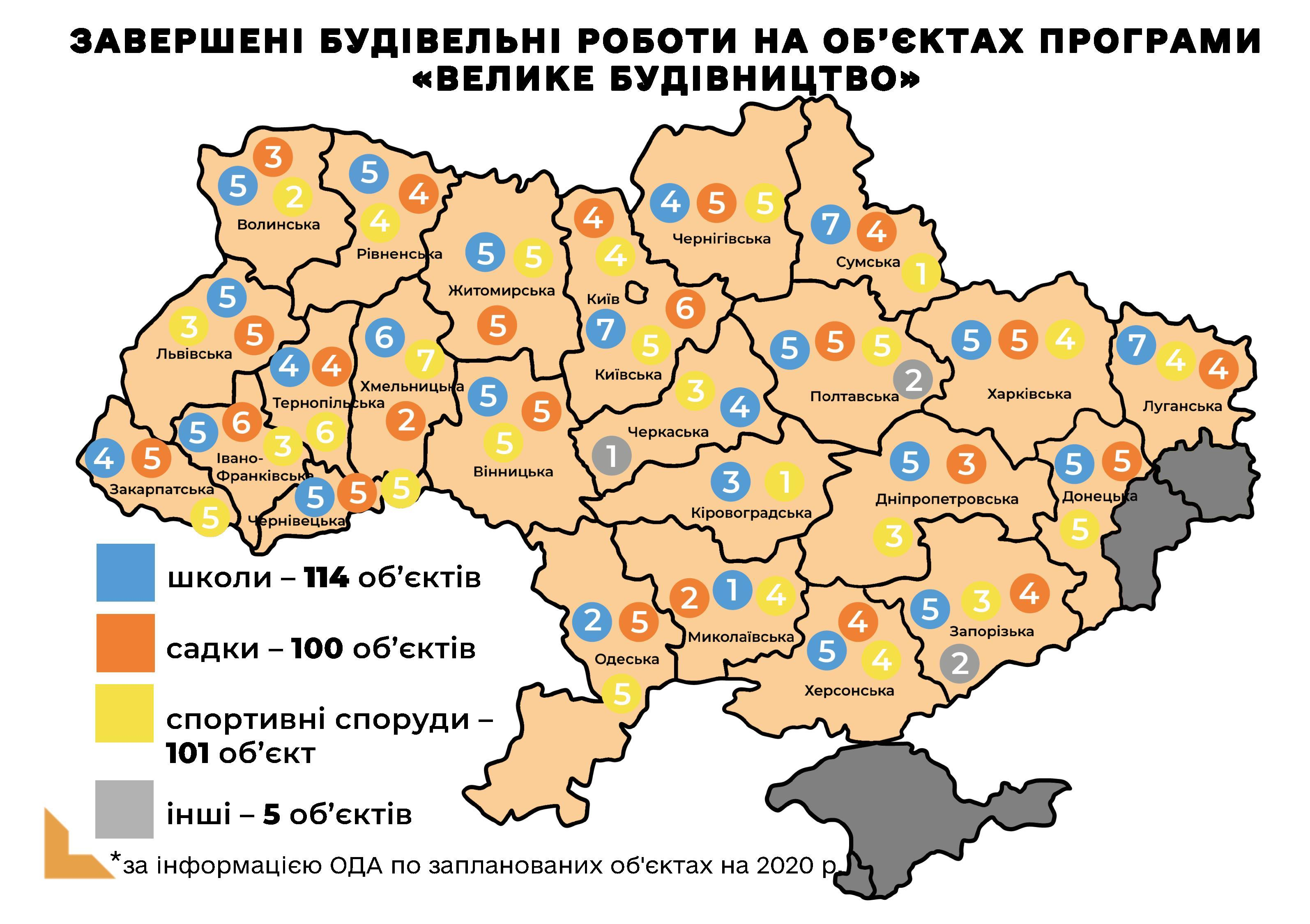
Завершені будівельні роботи на об'єктах програми «Велике будівництво», станом на 2020 рік

У березні 2020 року президентом України Володимиром Зеленським був ініційований початок урядової програми — «Велике будівництво», яку активно впроваджували в Кремінній. Метою програми було заявлено покращення транспортної, освітньої, соціальної та спортивної інфраструктури. У межах програми — відновлення та будування шкіл, дитсадків, спортивної інфраструктури. 2020 року було заплановано завершити 10 довгобудів.
Протягом 2020 року відремонтували 150 км доріг, які ведуть до міжнародних пунктів пропуску, побудували та оновили 216 мостів. Зокрема, в Кремінній було побудовано будиночки для розміщення спортсменів ФЦ Олімп, проведено реконструкцію тренажерного залу, побудовано зал спортивної гімнастики, проведено реконструкцію дитячого садка «Малятко», реконструкцію дитячого садка «Катруся», побудовано легкоатлетичний манеж фізкультурного центру, спортивний зал для Кремінської школи №2. На початок 2022-го року велась активна реконструкція Кремінського стадіону.

#### Російсько-українська війна
Із початком війни на сході України Кремінна була в небезпеці опинитися в епіцентрі бойових дій. Починаючи з квітня і до середини липня 2014 року місто фактично перебувало на лінії фронту. Бойові дії місто оминули.

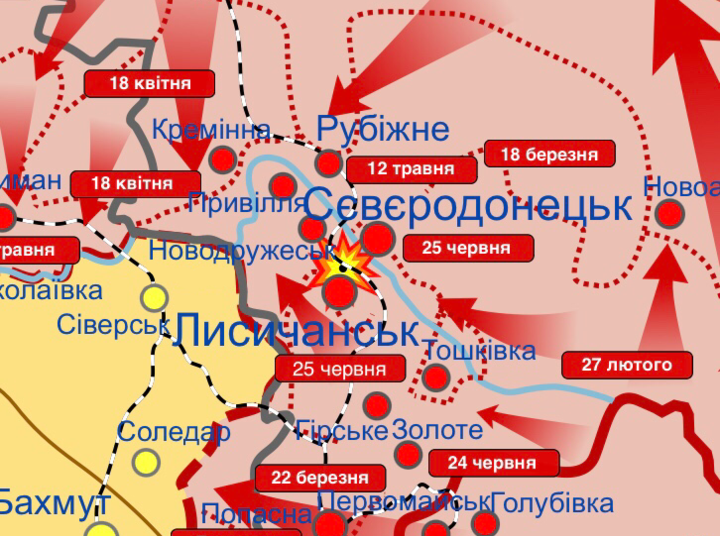
Бої за Сєвєродонецьк (2022)

Протягом широкомасштабного вторгнення Росії на території Кремінної починаються бойові дії. 11 березня 2022 року російські військові розстріляли упритул з танка будинок для літніх людей у Кремінній, у результаті чого загинули 56 осіб, ще 15 людей окупанти викрали
18 квітня 2022 року голова Луганської обласної адміністрації Сергій Гайдай повідомив, що Кремінну захопили московські окупанти й евакуація неможлива. Перед тим вночі було обстріляно спорткомплекс «Олімп», зайнялась пожежа на площі понад 2 тисячі м². Бої тривали три дні, ворогом було кинуто в наступ до 43 одиниць різної техніки й бронетехніки.
Відомо про одну розстріляну російськими загарбниками машину з цивільними, які намагались евакуюватись з міста. Щонайменше четверо — загинули.
Згідно із зізнаннями одного з російських військових у перехопленій ГУР МО телефонній розмові, він із іншими окупантами цинічно розстріляв понад 400 цивільних під час захоплення міста Кремінна. За його словами, російські окупанти вбивали усіх: і дітей, і жінок, і чоловіків.

## Демографія
У XVIII-XIX cтоліттях Кремінна швидко росла, її населення збільшувалося за рахунок колишніх козаків Сумського та Харківського слобідських полків, а також селян Київської, Полтавської та Чернігівської губерній. Меншою мірою Кремінну заселяли й росіяни, переважно з Орловської та Воронезької губерній.
Протягом своєї історії, населення Кремінної відзначалося стійким зростанням, обумовленим високим рівнем народжуваності (жінки народжували від 5 до 10 дітей). Крім того, в періоди економічного зростання (зокрема, розбудова Донбасу) посилювалась міграція населення, що також внесло вагомий внесок у зростання чисельності мешканців Кремінної. За даними перепису населення 2001 року, більшість мешканців міста були українцями (90%), частка росіян — 8,6%. Щодо рідної мови, то 71,67% кремінян вказали такою українську; 27,89% вказали рідною російську мову.

### Динаміка населення
У 1825 році в Кремінній налічувалося 349 дворів та 2380 жителів, було чотири винокурні, пивоварня та млин. За даними 1830, тут вважалося 345 господарів, 108 помічників, 121 військовий поселенець різного звання.
За даними на 1864 рік у казенній слободі Новоглухів Куп'янського повіту Харківської губернії мешкало 4073 особи (1932 чоловічої статі та 2141 — жіночої), налічувалось 362 дворових господарства, існувала православна церква та училище.
У 1923 року, за новим адміністративним поділом, Кремінна увійшла до складу Лисичанського району Бахмутського округу. У Кремінній налічувалося 1648 дворів, проживало 8772 особи.
28 жовтня 1938 року Кремінна, населення якої становило 14 710 осіб, було віднесено до категорії міст, 1940 року стала районним центром Ворошиловградської області.
| 1825 | 1864 | 1885 | 1897 | 1923 | 1938   | 1959   | 1970   | 1979   | 1989   | 2001   | 2005   | 2013   | 2018   | 2021   |
| ---- | ---- | ---- | ---- | ---- | ------ | ------ | ------ | ------ | ------ | ------ | ------ | ------ | ------ | ------ |
| 2380 | 4073 | 4213 | 6004 | 8772 | 14 710 | 25 938 | 25 463 | 25 525 | 27 686 | 24 447 | 22 858 | 20 324 | 19 155 | 18 417 |

У зв'язку з вторгненням російських військ в Україну та подальшою окупацією Кремінної, кількість населення міста істотно зменшилась. За різними даними, місто покинуло від 60 % до 85 % населення.

### Національний склад
Національний склад населення за даними перепису 2001 року:
| Національність  | Відсоток |
| --------------- | -------- |
| українці        | 83,41%   |
| росіяни         | 15,15%   |
| білоруси        | 0,60%    |
| вірмени         | 0,16%    |
| інші/не вказали | 0,68%    |

### Мовний склад
Рідна мова населення за даними перепису 2001 року:
| Мова            | Чисельність, осіб | Відсоток, % |
| --------------- | ----------------- | ----------- |
| Українська      | 17 382            | 71,67%      |
| Російська       | 6 763             | 27,89%      |
| Білоруська      | 35                | 0,14%       |
| Вірменська      | 25                | 0,10%       |
| Ромська         | 4                 | 0,02%       |
| Угорська        | 4                 | 0,02%       |
| Румунська       | 3                 | 0,01%       |
| Інші/Не вказали | 36                | 0,15%       |
| Разом           | 24 252            | 100%        |

## Економіка
Кремінна відзначається нетиповою для більшості слобожанських міст структурою виробництва. Місто має значний потенціал у переробній, харчовій, будівельній і добувній (надра міста багаті на природний газ та вугілля) промисловості. Чудові рекреаційні можливості створюють гарні умови для розвитку туризму та спорту. Агропромисловий комплекс у нових умовах економіки має значний потенціал до завоювання ринку, адже місто славиться своїми чорноземами.
У структурі промисловості переважають енерго- та фондомісткі галузі, на їхню частку припадає найбільша частина промислово-виробничих фондів.
Раніше здійснювали видобуток кам'яного вугілля (Шахта № 1 і «Східна»), існувала меблева фабрика, фабрика баянів (1929—1997 р.), завод «Кремінмаш».
Натепер працюють завод «Хімавтоматика», пивзавод «Пінта», молочний завод, лісозаготівельні та деревообробні цехи, звірогосподарство. На території району ведеться видобуток природного газу.
До складу ДП «Кремінське ЛМГ» входять 9 лісництв: Боровенське, Веригінське, Житлівське, Комсомольське, Кудряшівське, Новокраснянське, Серебрянське, Сіточне, Старокраснянське. Ліси багаті на кабанів, козуль, є олені та лосі. Полювання з початку війни заборонене.

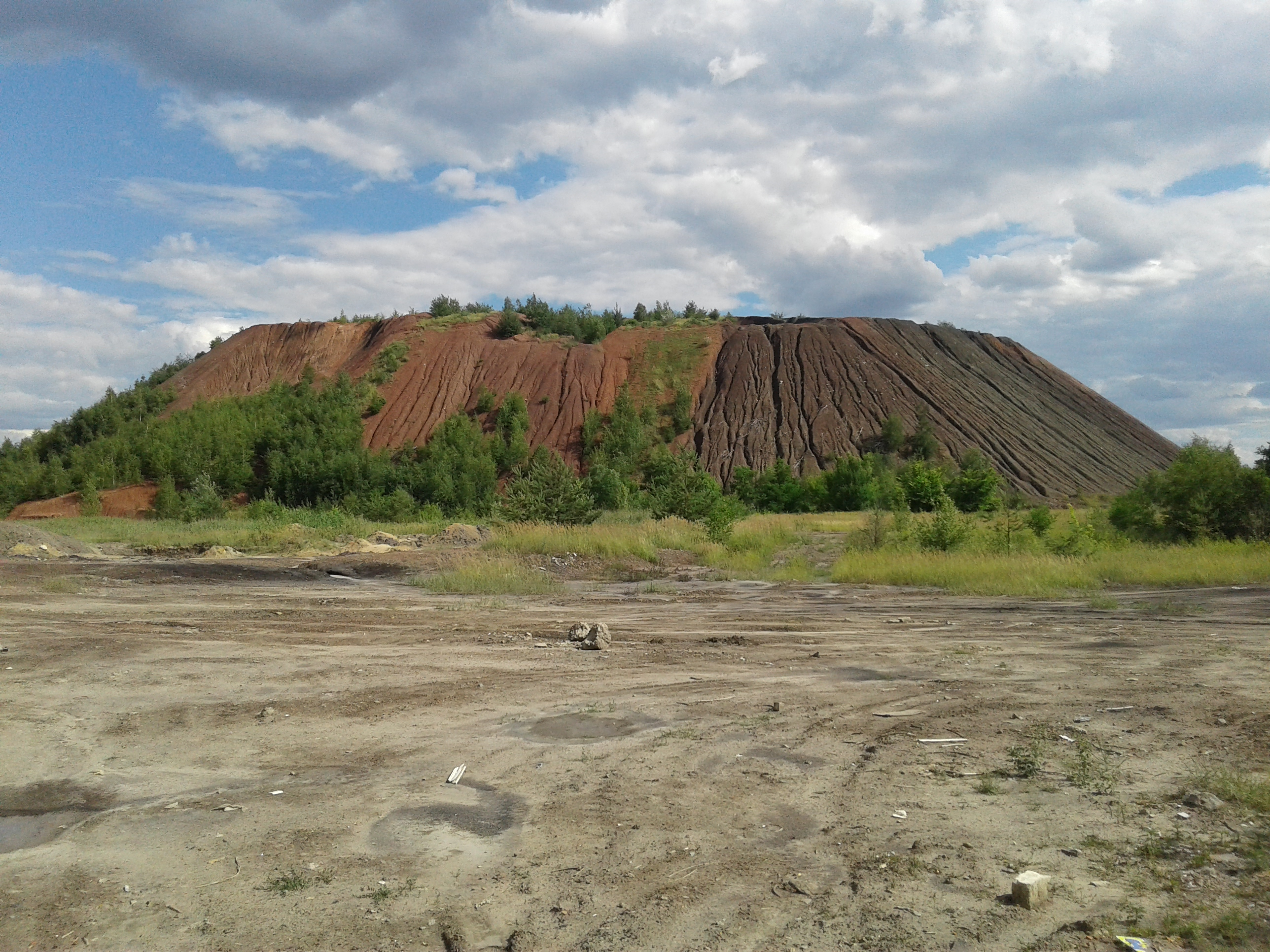
Терикон колишньої шахти № 1

У 1932 році в Кремінському лісі був створений національний заповідник. У той час тут розводили нутрію, норку, ласку; також завезли до заповідника оленів, сарн і лосів. Зараз у Кремінній є звіроферма.
Через місто проходить залізниця Попасна—Куп'янськ, назва станції — Кремінне.
Сильні сторони економіки міста: багата сировинна база (деревина, вугілля, природний газ), наявність великих площ чорнозему. Загалом, місто має значний потенціал, насамперед, у харчовій, переробній промисловості, а також у сфері туризму й відпочинку.
Слабкі сторони економіки міста: депопуляція, слабка ініціатива місцевих жителів до ведення комерційної діяльності (цей фактор стримує потенціал до збільшення доходів населення, адже такий стан справ призвів до підвищеного рівня безробіття серед місцевих жителів), близькість до зони бойового конфлікту.

## Охорона здоров'я
Медичну допомогу населенню міста надають чотири медичні установи, у тому числі дві лікувально-профілактичних. Будуються дві амбулаторії. Місто є центром підготовки медичних фахівців різного спрямування.

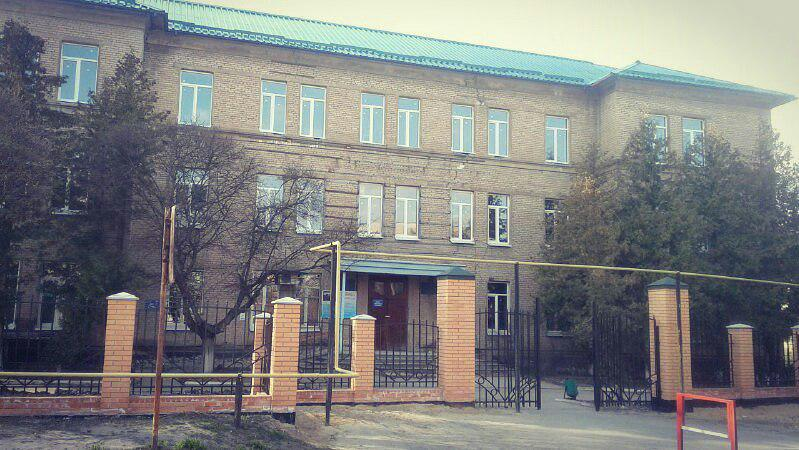
Кремінська районна поліклініка

## Освіта
Мережа загальноосвітніх установ складає чотири загальноосвітні школи (Кремінська ЗОШ I—III ступенів № 1, Кремінська ЗОШ I—III ступенів № 2, навчально-виховний комплекс «Кремінська ЗОШ I—III ступенів № 3 — дошкільний навчальний заклад», Кремінська ЗОШ I—III ступенів № 4) та Кремінська школа-гімназія. Дошкільну освіту надають п'ять дитячих садків («Зірочка», «Берізка», «Ластівка», «Катруся», «Малятко»). Позашкільну освіту дітям надають в дитячо-юнацькій спортивній школі та у Будинку дитячої творчості. Також у місті є дитяча художня школа та музична школа. Крім цього у Кремінній діють професійний ліцей, ліцей-інтернат з посиленою військово-фізичною підготовкою «Кадетський корпус», медичний коледж та три школи-інтернати.

## Культура
Культурна сфера міста представлена краєзнавчим музеєм, міською бібліотекою, будинком культури, музичною і художньою школами, будинком дитячої творчості.

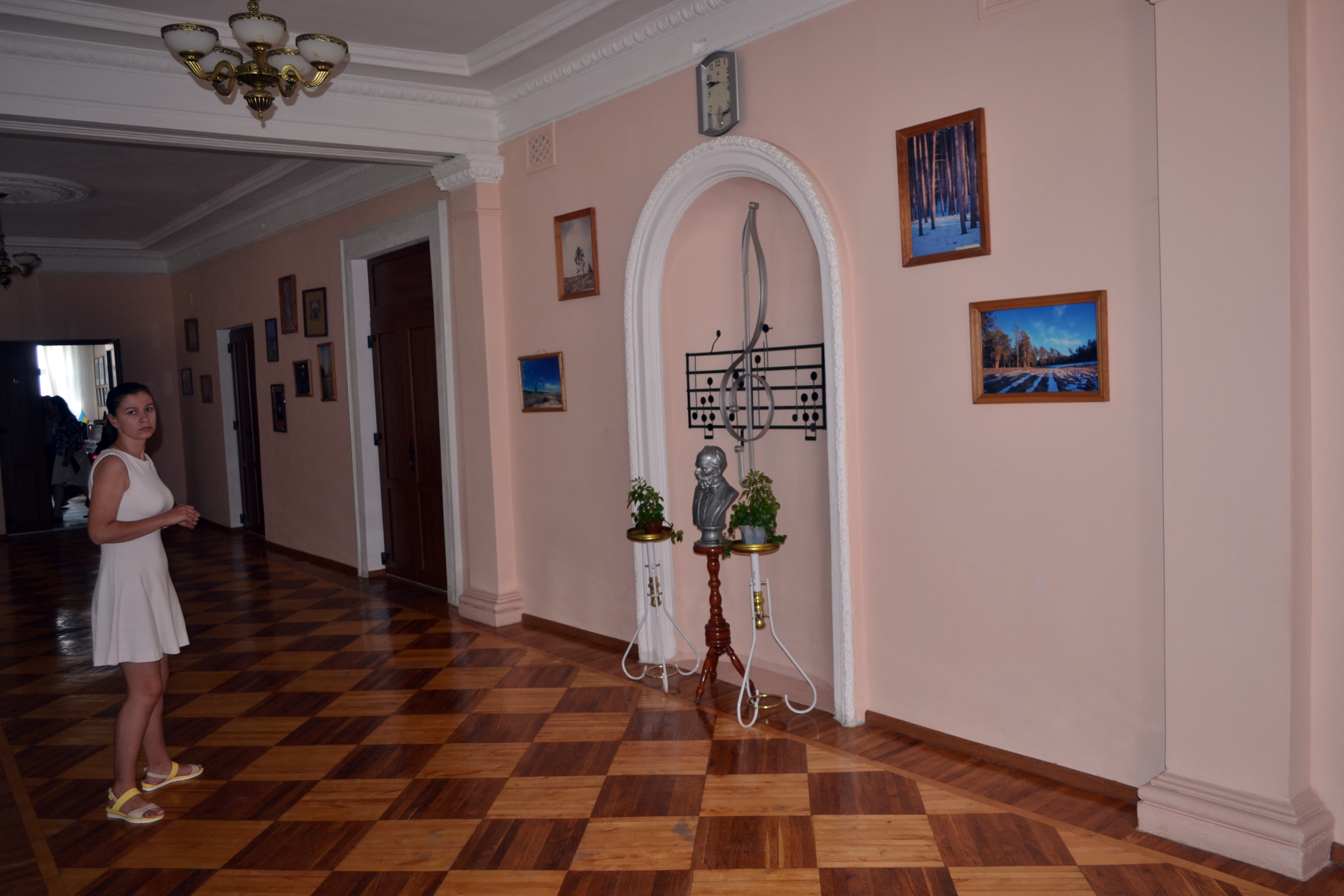
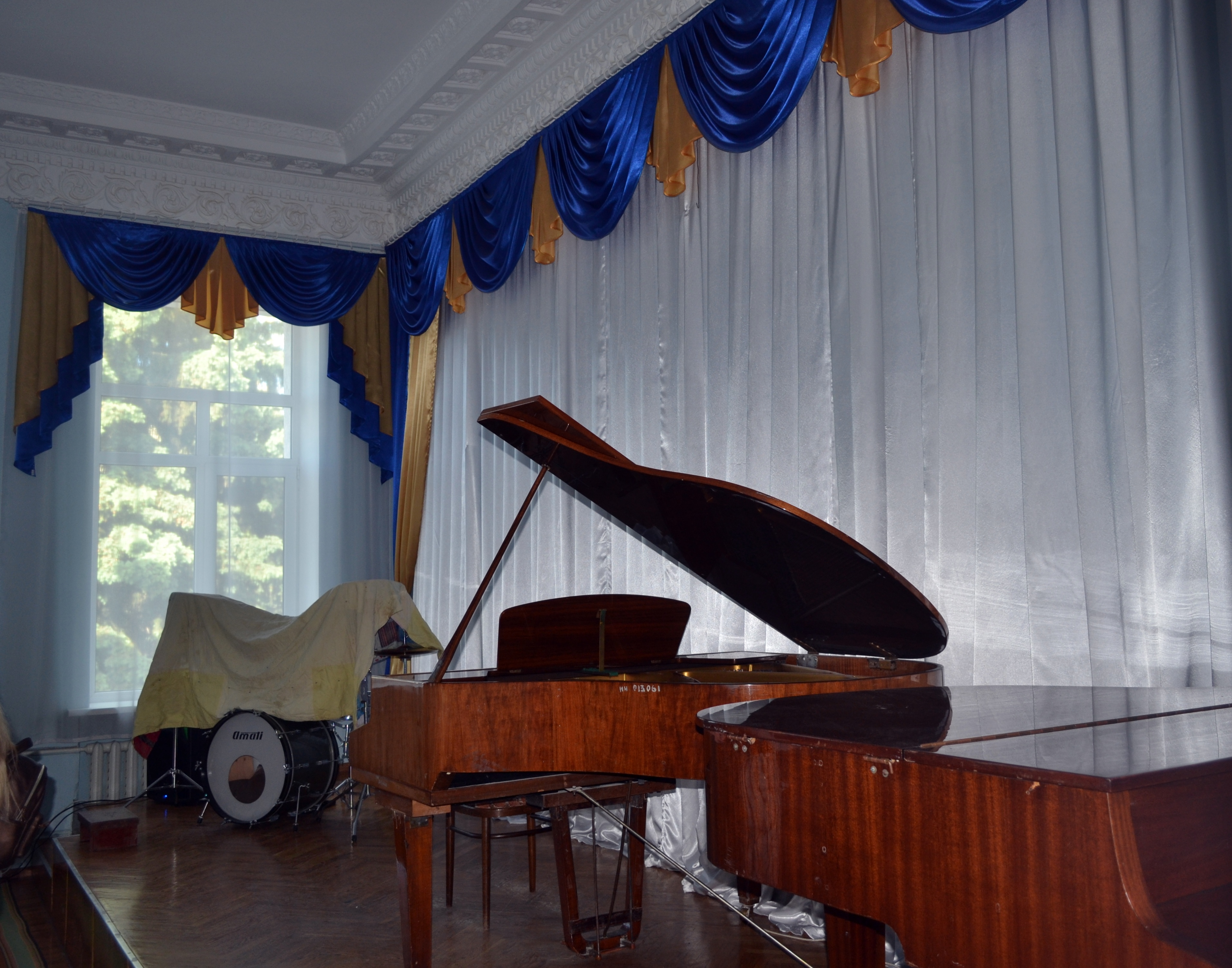
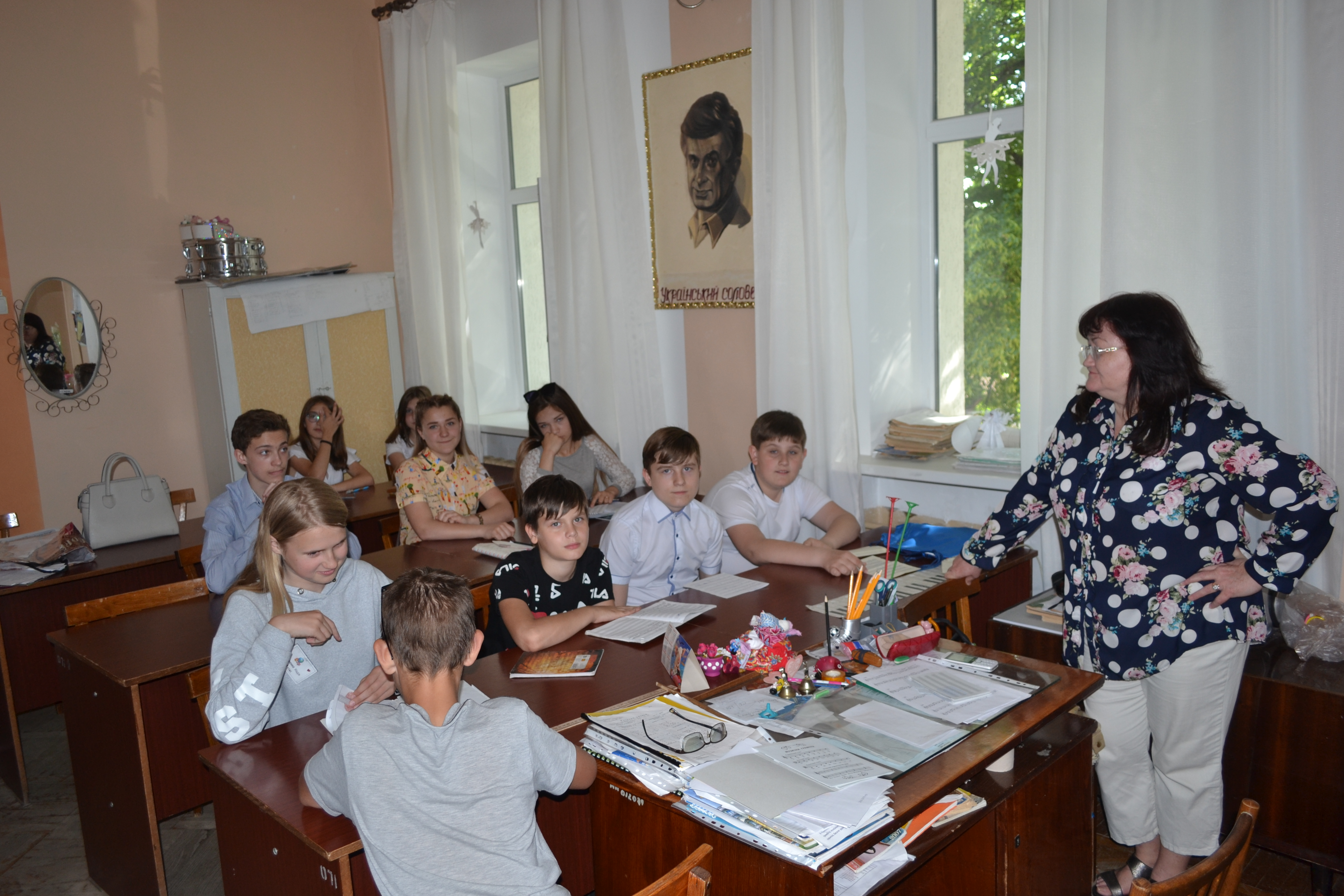
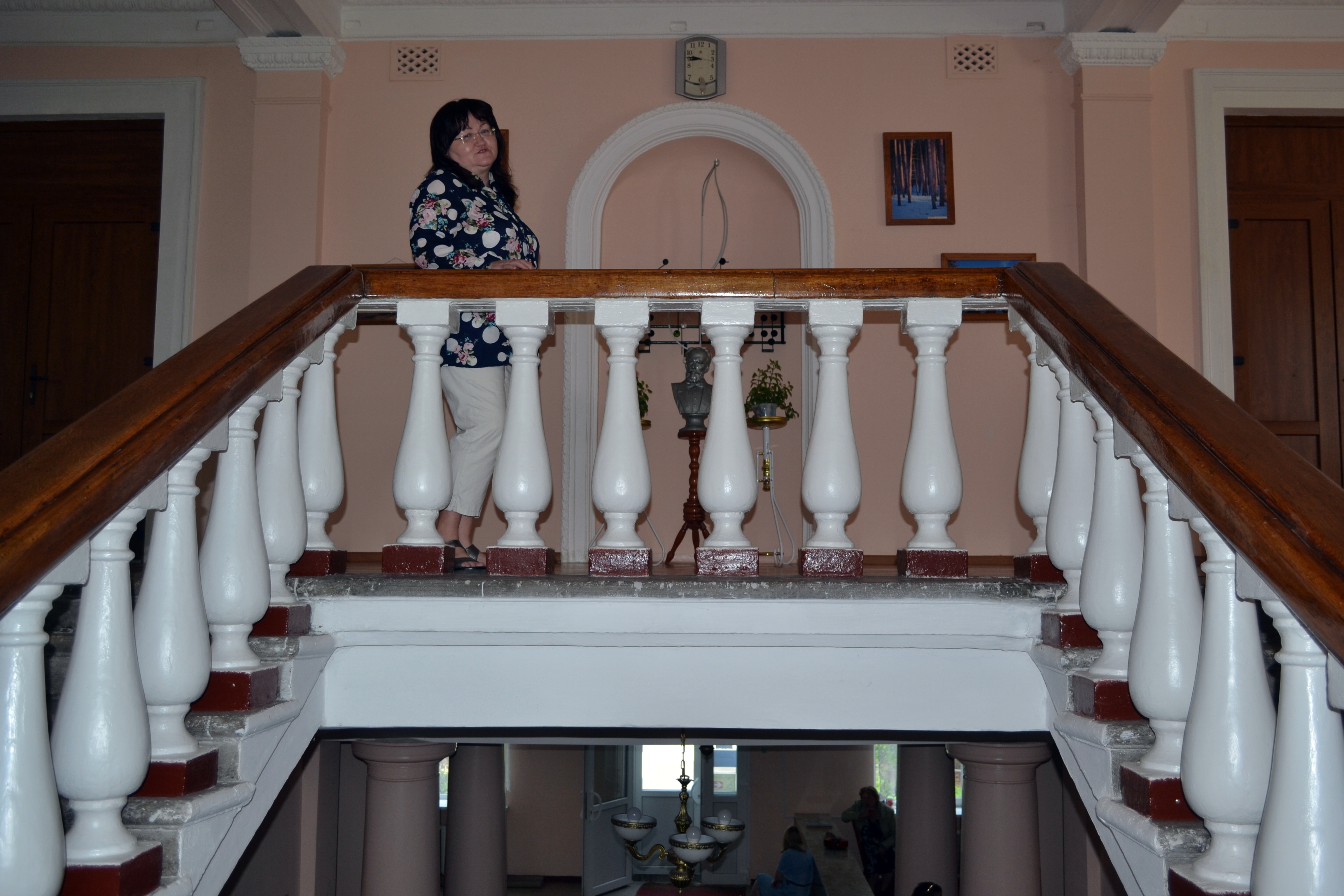

## Пам'ятники Кремінної

Хрест-пам'ятник зруйнованій церкві
Пам'ятник афганцям і чорнобильцям
Пам'ятник прикордонникам

## Спорт

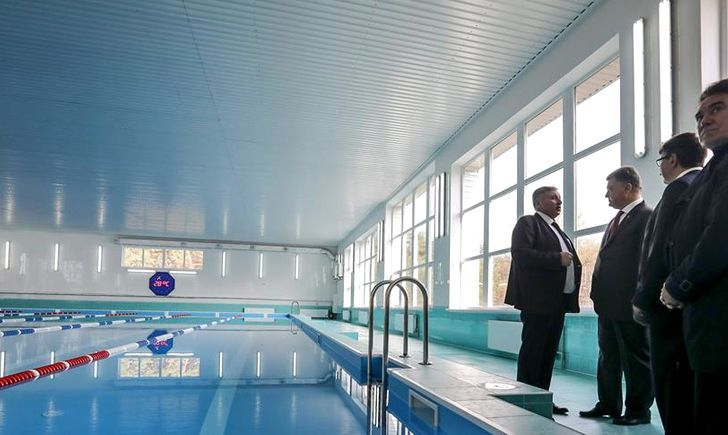
5-й Президент України Петро Порошенко відкриває басейн на стадіоні «Олімп»

У місті діє спорт-комплекс «Олімп» — сучасний спортивний центр для підготовки олімпійських та паралімпійських спортсменів.
Працює кінний клуб

## Готелі
Готель «Кремінна», готельно-ресторанний комплекс «ПриЛесное».

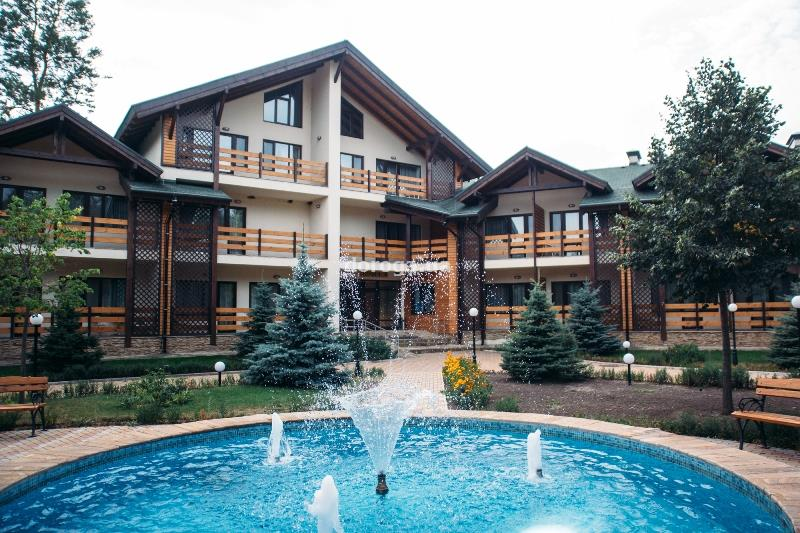
Готельно-ресторанний комплекс «ПриЛесное»

## Релігія
У 1749 році було видано антимінс у храм Преображення Господня, який згорів у 1770 році. Кам'яний храм на ім'я Святої Трійці, що почали будувати у 1808 році, був освячений у 1833 році.
За радянських часів храм зруйновано.
У 1999 створено Свято-Сергієво-Радонезький чоловічий монастир.
На січень 2021 року діють три православних храми московського патріархату: Свято-Покровський (вул. Латутіна 66), Свято-Воскресенський, Свято-Троїцький (вул. Центральна 84А) та капличка при лікарні (вул. Перемоги, 1А).

## Відомі люди
У місті народилися:
- Борисенко Олена (* 1996) — українська стрільчиня з лука, майстер спорту України міжнародного класу.
- Кошкіна Марина Олександрівна — українська акторка театру та кіно, заслужена артистка України.
- Тимошенко Олег Семенович — український хоровий диригент і педагог, народний артист України;
- Гребенюк Валерій Миколайович — український дипломат, Надзвичайний і Повноважний Посол України.
- Кременчуцький Анатолій Михайлович — педагог, Заслужений вчитель України.
- Лапата Микола Іванович — Герой Радянського Союзу.
- Чорнобай Віктор Володимирович (1983—2017) — солдат Збройних сил України, учасник російсько-української війни.
- Запорожець Костянтин Леонідович — молодший лейтенант міліції закінчив Кремінську ЗОШ, нагороджений відзнакою «Хрест слави» (посмертно).
- Олена Гончарук, член Національної спілки композиторів[22][23][24](рос.), канал Олени Гончарук на youtube
- Дмитро Бухтіяров, військовослужбовець. Загинув 12.03.2021 у російсько-українській війні[25](рос.)[26].
- Скляр Захар Андрійович (1997—2023) — лейтенант Збройних сил України, учасник російсько-української війни.